# 瓜達爾卡納爾島戰役
瓜达尔卡纳尔岛战役，简称瓜岛战役，美軍代号瞭望台行动，是第二次世界大战太平洋战区同盟国部队于1942年8月7日至1943年2月9日期间在瓜达尔卡纳尔岛及其周围岛屿进行的战役。这是盟军战略计画的一部分，目标是保护美国、澳大利亚和新西兰之间的运输航线，也是盟军在太平洋战争中开始进行战略反攻的转折点。同时也是在科科达小径战役实施数个月后，盟军对大日本帝国实施的第二个主要攻势。
瓜达尔卡纳尔岛战役以美军对瓜岛的小型登陆作战开始，随后日军为夺回岛屿而逐次增兵，并在海洋、陆地和空中展开了空前的争夺，从而演化成了日軍与美军的一次决战。经过历时半年多的争夺，双方均损耗了大量的战舰与飞机，但日軍的伤亡却远超美军。日本因无力继续进行消耗作战，而最终选择了撤军。在此之后，美军得以完全佔据瓜岛，而后夺取了所罗门群岛，最终是整个南太平洋的制海权，美军由此开始进行战略反攻。
瓜达尔卡纳尔岛战役是中途岛海战之后日軍在太平洋战场的又一次战略性的巨大失败，也是日軍从战略优势走向劣势的转折点，从世界范围来看，1942年底盟军在瓜岛的反攻和胜利，与同时期的斯大林格勒战役、第二次阿拉曼战役成为同盟国进入战略反攻阶段的开始。

## 简介
在1942年6月日本海軍在中途島海戰失敗之後，第四艦隊司令井上成美中將計劃在瓜達康納爾建設一座機場，以彌補海軍航空部隊戰力的損失。另一方面，這座日軍前進機場的修建，直接威脅到美國與澳洲、紐西蘭之間的補給線，這是盟軍無法忍受的。由於其戰略上的重要性，終使瓜島爭奪戰役前後長達六個月。1942年8月7日，以美军为主的同盟國部队在瓜达尔卡纳尔岛、图拉吉岛，和所罗门群岛南部的佛罗里达群岛登陆，以阻止日军利用当地的基地威胁美国、澳洲和新西兰之间的补给路线。盟军还打算利用瓜达尔卡纳尔岛和图拉吉岛为基地，以支持攻击新不列颠岛拉包尔的日军基地的行动。日军自1942年5月起即占领了该岛，但在美国海军、澳大利亚海军的强大火力支援下，盟军击败了寡不敌众的日军，成功攻占图拉吉岛、佛罗里达群岛以及在瓜达尔卡纳尔岛一个正在建设中的军用机场（后来被命名为亨德森机场）。
在盟军的出其不意的进攻后，日军从1942年8月至11月间多次尝试从美国海军陆战队手上夺回亨德森机场。美国陆军部队在10月加入了守卫行动。瓜达尔卡纳尔岛战役进行了3场主要的陆上战役、5场大海战以及不断的、几乎每天都在进行的空中战斗且在1942年11月上旬日军组织了大量兵力，试图从陆海两路同时行动夺回亨德森机场，但随着决定性的瓜达尔卡纳尔海战日本海军被击败、陆军进攻受挫，作战宣告失败。在1942年12月，日军放弃瓜达尔卡纳尔岛的重夺行动，而美国陆军第14军则在此时接替已疲惫不堪的陆战一师继续对岛上日军施加压力。日军最终在1943年2月7日起开始克號作戰以撤离其部队，盟军宣告瓜达尔卡纳尔岛战役胜利。
瓜达尔卡纳尔岛战役是在太平洋战区中盟军对日军一次重大战略上联合兵种作战的胜利。日軍在太平洋已经达到了其征战的高峰，此役标志着同盟国从防禦轉為战略性反攻，进攻导致日本最终投降，结束第二次世界大战。

## 背景

### 战略考虑

日本人在1942年5月至8月间控制了的西太平洋地区。瓜达尔卡纳尔岛位于地图右下中心的位置

1941年12月7日日本偷袭在夏威夷珍珠港的美国太平洋舰队。这次袭击大大削弱了美国战舰舰队并导致了两国之间公开和正式的进入战争状态。日本领导人的最初目标是要消除美国海军、夺取丰富的天然资源属地、建立军事战略基地，以保卫在太平洋和亚洲的日本帝国。为了进一步实现这些目标，日军占领了菲律宾、泰国、马来亚、新加坡、荷属东印度群岛、威克岛、吉尔伯特群岛、新不列颠和关岛。加入美国对日战争的同盟国，包括英国、澳洲和荷兰，都已经遭到日本的进攻。
日本實施2個行動以保持戰略主動權，並企圖擴大其在太平洋南部和中部的防衛圈，但分別在珊瑚海和中途島的海戰中遭受挫敗。中途島不僅是盟軍對從未戰敗的日本第一次重大勝利，它大大減少了日本航空母艦艦隊的攻擊能力。至此盟軍已經在太平洋處於優勢，這些戰略上的勝利為他們提供了一個機會，從日本手中奪取戰略主動權。
盟軍選擇了所羅門群島，特別是所羅門群島南部的瓜達爾卡納爾島、圖拉吉岛和佛羅里達群島為首要目標。 日本帝國海軍在1942年5月已佔領圖拉吉並在附近構建了水上飛機基地。早在1942年7月盟軍越來越關注，日本海軍在瓜達爾卡納爾島附近的隆加角開始建設一個大型機場。到1942年8月日軍有大約900名海軍士兵在圖拉吉島及附近島嶼，2,800人（其中2,200多名为朝鮮籍工人）在瓜達爾卡納爾島。這些基地建成後，將保護日本在拉包爾的主要基地，威脅盟軍供應和通訊路線，並建立一個臨時區域以配合計劃中對斐濟、新喀里多尼亞和薩摩亞（“FS作戰”）的進攻。日本計劃一次性部署45架戰鬥機和60架轟炸機到瓜達爾卡納爾島的機場。這些飛機可以為向到達南太平洋的日本海軍部隊提供空中掩護。 
盟軍入侵南所羅門的計劃構思是來自美國艦隊總司令，海軍上將恩斯特·金恩。他建議進攻以阻止日軍使用該群島的基地，以威脅美國和澳洲之間的補給路線，並利用它們作為出發點。在羅斯福的默許下，金還主張入侵瓜達爾卡納爾島。但是由於美國支持英國的提議，即優先考慮在擊敗日本前先擊敗德國，太平洋戰區不得不與歐洲戰場爭奪人才和資源。因此美國將軍喬治·馬歇爾反對金恩的建議，並詢問是誰人指揮該行動。金恩回答說海軍和海軍陸戰隊將進行自己的行動，並指示海軍上將切斯特·尼米茲進行初步規劃。金恩終於在與馬歇爾的討論中取勝，與該入侵行動得到參謀長聯席會議的支持。 
參謀長聯席會議主席設定了盟軍1942年至1943年的目標如下：奪取瓜達爾卡納爾島；在道格拉斯·麥克阿瑟指揮下發動新幾內亞戰役攻占阿得米拉提群島和俾斯麥群島以及日本的主要基地拉包爾。最終的目標是由美軍奪回菲律賓。美國參謀長聯席會議組建了南太平洋戰區，由海軍中將羅伯特.霍姆利自1942年6月19日起指揮，領導在所羅門群島的進攻。海軍上將切斯特·尼米茲任盟軍太平洋戰區總司令，總部在珍珠港。

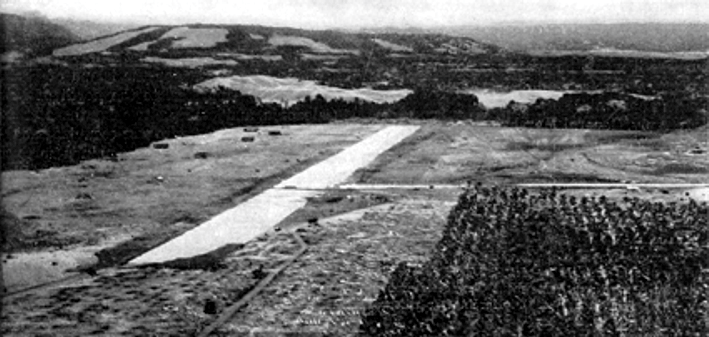
1942年7月日本人和徵募的朝鮮工人正在建造日軍位於瓜達爾卡納爾島隆加角的機場。

### 特遣艦隊
為籌備未來在太平洋的進攻，1942年5月美國海軍陸戰隊少將亞歷山大·范德格里夫特奉命把他的美國海軍陸戰隊第1師從美國運送到新西蘭。其他盟軍的陸、海、空軍部隊派到斐濟、薩摩亞、新赫布里底群島和新喀里多尼亞建立基地。
行動選定新赫布里底群島的圣埃斯皮里图岛為總部和進攻的主要基地，行動代號為“瞭望台”，行動日期為1942年8月7日。行動計畫最初只是奪取圖拉吉和聖克魯斯群島，並不包括瓜達爾卡納爾島。然而在盟軍偵察機發現日本在瓜達爾卡納爾島建設機場後，即把攻佔該島納入該計畫，而最終取消了聖克魯斯作戰計畫。日本通過信號情報得知盟軍在南太平洋地區進行大規模的部隊調動，但是得出的結論是盟軍增援澳洲或新幾內亞的莫爾茲比港。
“瞭望台”部隊包括75艘戰艦和運輸艦（包括來自於美國和澳洲的船隻），於1942年7月26日在斐濟附近集結，在7月31日離開前往瓜達爾卡納爾島前只進行了一次登陸演練。盟軍遠征部隊指揮官是美軍中將弗蘭克·弗萊徹（旗艦是航空母艦薩拉托加號）。兩棲部隊指揮官是美軍少將里士滿·特納。范德格里夫特率領16,000名盟軍（主要是美國海軍陸戰隊）士兵參與登陸行動。
派往瓜達爾卡納爾的部隊是剛訓練完畢，僅配備老式的手動槍機式步槍，彈藥供應也只有10天。由於需要儘快使部隊投入戰鬥，策劃者將他們的補給量從90天減少至60天。第1陸戰師的人對即將來臨的作戰命名為“克難行動”。

瓜達康納爾岛战役的结束殊为不易，这点从美国海军陆战队陆战1师的徽标上可以看出。「１」字的正中央是竖排的「Guadalcanal」即「瓜达尔卡纳尔岛」的英文。足以见该师，乃至整个海军陆战队对这次战役的重视。

## 战役开端

### 美军登陆

1942年8月7日，在瓜達爾卡納爾島及圖拉吉島登陸的盟軍兩棲部隊路線

盟國遠征軍於8月7日上午抵達瓜達爾卡納爾島附近，由於天氣惡劣，日軍沒有發現盟軍行動。一架從圖拉吉起飛的巡邏飛機偵察了盟軍入侵艦隊航行的水域，但由於嚴重的風暴和厚厚的雲層而沒有看見盟軍的艦艇隻。
登陸部隊分成2組：一組進攻瓜達爾卡納爾島，另一組進攻圖拉吉、佛羅里達和附近的島嶼。盟軍軍艦砲擊將登陸的灘頭，而美國航空母艦飛機則轟炸島嶼上的日軍陣地及在圖拉吉附近的基地，並擊毀了15架日軍水上飛機。
美國海軍陸戰隊以3,000人登陸圖拉吉島和兩座鄰近小島吉沃圖、塔納姆博格。而3個島上海軍和水上飛機基地有886名日本帝國海軍人員，對登陸的美國海軍陸戰隊激烈抵抗。雖然進攻遭遇了一些困難，但海軍陸戰隊仍舊攻佔了這三座島嶼；圖拉吉8月8日被盟軍攻陷，吉沃圖和塔納姆博格於8月9日遭盟軍攻佔。日本守軍幾乎被全殲，而海軍陸戰隊也有122人陣亡。
異於在圖拉吉、吉沃圖和塔納姆博格遭遇到的激烈抵抗，盟軍在瓜達爾卡納爾島的登陸作戰遇到的抵抗就輕微得多。8月7日早上9時10分，范德格里夫特和16,000名美國海軍陸戰隊在瓜達爾卡納爾島科利角和隆加角之間登陸。在向隆加角的推進中，除了受熱帶雨林“糾纏”外，他們沒有遇到日軍的抵抗，他們在晚間於隆加角機場外大約1,000碼（910）停止了前進。第2天日軍的抵抗依然微弱，海軍陸戰隊向隆加河前進並且在8月8日下午4時攻佔機場。由伊藤門前指揮的日本海軍工兵和作戰部隊在艦砲轟擊和空中轟炸下驚慌失措，已經放棄了機場地區，並逃至機場以西3英里（4.8）的馬坦尼考河和克魯茲角地區，他們丟下了食品、補給用品、完整的建築設備、車輛，以及13具屍體。

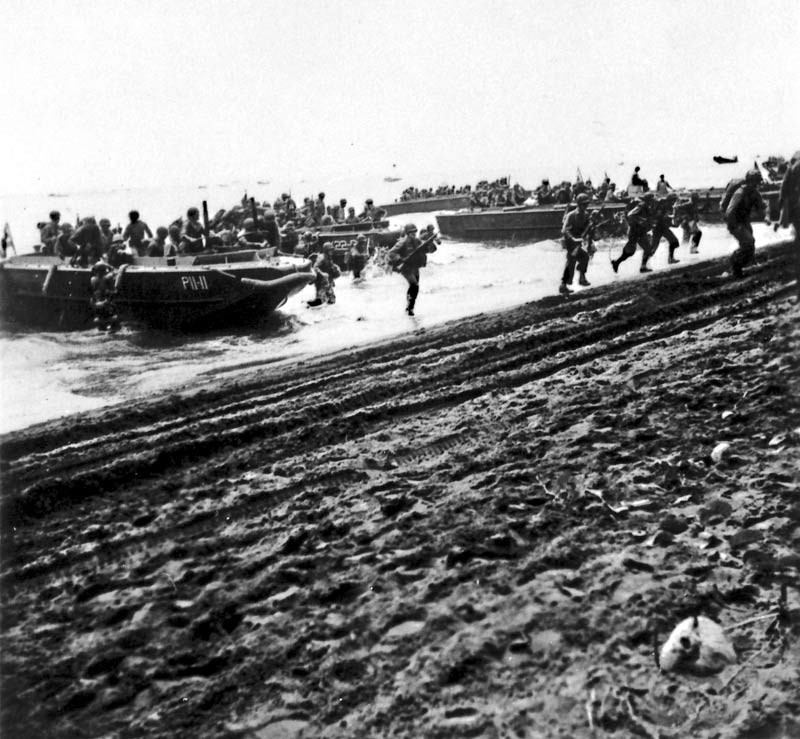
1942年8月7日，美國海軍陸戰隊前進至達瓜達爾卡納爾島海岸

在8月7日和8月8日登陸作戰期間，以拉包爾為基地的日本海軍飛機，在山田石祥的命令下數次攻擊盟軍兩棲部隊，擊中美軍運輸艦喬治·埃利奧特號（2天後沉沒），對驅逐艦賈維斯號造成嚴重損壞（次日沉沒）。兩天的空襲中日軍損失了36架飛機，而美軍因戰鬥及意外事故中損失了19架飛機，包括14架艦載戰鬥機。
在這些衝突後，弗萊徹十分關注他的航空母艦艦載戰鬥機及人員的損失，擔心日軍空中攻擊對他航空母艦的威脅及其艦艇的燃油存量。弗萊徹在8月8日夜間將他的航空母艦特遣艦隊從所羅門群島撤出。由於失去了艦載機的空中掩護，特納決定從瓜達爾卡納爾島撤回他的補給船隻，即使部隊卸載上岸的物資和重型設備還不到一半。於是特納計劃整個8月8日晚上在瓜達爾卡納爾島和圖拉吉盡可能卸下大量的補給品，然後他的船在8月9日早上離開。

### 萨沃岛海战
運輸艦8月8日晚上卸下貨物時，由澳洲海軍少將維克托·克魯奇利指揮的兩組的盟軍軍艦負責掩護，卻被來自拉包爾和卡威恩海軍基地、由三川軍一海軍中將指揮的第8艦隊7艘巡洋艦和1艘驅逐艦奇襲。在這場薩沃島海戰中，多艘澳洲軍艦和3艘美軍巡洋艦被擊沉，並有1艘美軍巡洋艦和2艘驅逐艦重傷。日軍有一艘巡洋艦中度受損。三川軍一因為不知道弗萊徹已把航空母艦撤走，擔心艦隊在次日白天受到盟軍艦載機的攻擊，所以沒有攻擊沒有空中掩護的運輸艦，便把艦隊撤回拉包爾。特納在8月9日晚上撤出所有剩餘的盟軍海軍部隊，上岸的海軍陸戰隊沒有太多重裝備和物資，還有一些部隊留在運輸艦上。然而三川卻錯過機會，決定不攻擊盟軍運輸船隊，這是重大的戰略性錯誤。

## 初期行动

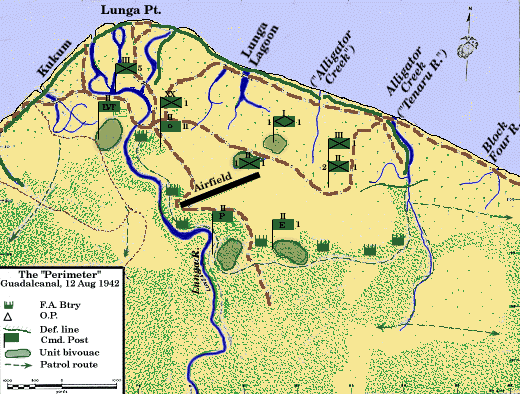
1942年8月12日，美國海軍陸戰隊最初在瓜達爾卡納爾島隆加角小型機場周圍的防線

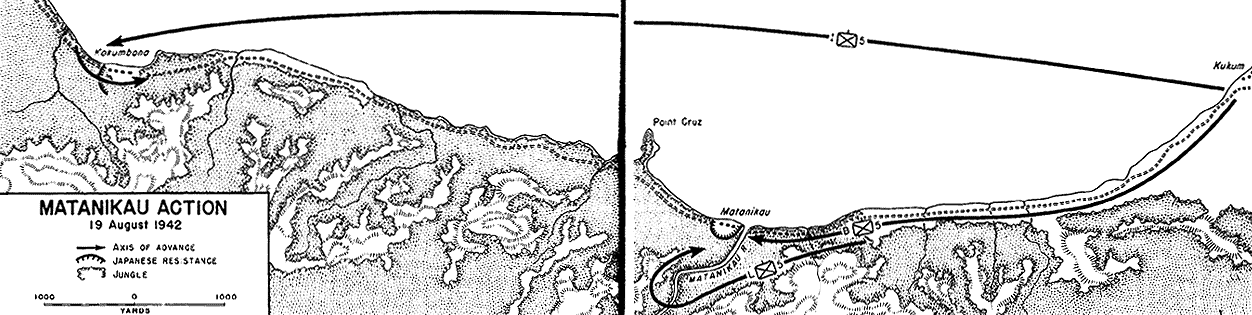
航海圖顯示出美國海軍陸戰隊在8月19日進攻馬坦尼考河以西地區

在瓜達爾卡納爾島的11,000名海軍陸戰隊最初集中在隆加角和機場附近外圍以形成一個鬆散的防衛圈，在圈內搬運已上岸的補給品，並完成了機場建設。在4天的緊張工作中，補給物資從登陸海灘轉運至圈內分散的儲存地點。在機場的工作立即展開，主要是利用俘獲的日軍設備。8月12日該機場命名為亨德森機場，以紀念在中途島戰役中死亡的海軍陸戰隊俯衝轟炸機中隊長洛夫頓·亨德森。到8月18日機場已準備好可以運作。足夠5天食用的食物已經由運輸艦運送靠岸，加上擄獲的糧食，讓海軍陸戰隊擁有足夠14天食用的糧食。為了節約物資，盟軍限制每天只吃兩餐。盟軍部隊在登陸後不久遇到了嚴重的痢疾，到8月中旬有20%的海軍陸戰隊染病。熱帶疾病會影響雙方在整個戰事中可用的戰鬥兵力。雖然有一些朝鮮建築工人向海軍陸戰隊投降，但大多數日本和朝鮮軍人聚集在馬坦尼考河西岸的隆加防衛圏以西，以椰子維生。位於隆加防衛圈以東大約35公里（22英里）的太午角有1個日軍哨站。8月8日從拉包爾來的1艘日軍驅逐艦向馬坦尼考陣地增運送113名增援部隊。

### 戈奇巡邏
在8月12日晚上，在弗蘭克·戈奇中校率領下、主要是由情報人員所組成的25人美軍陸戰巡邏隊，乘船到美軍隆加防衛圈的西邊登岸，位於克魯茲角的東邊和馬坦尼考河的西邊之間，除進行偵察任務外，其次目標是接觸一批美軍認為可能願意投降的日軍。登陸後不久，巡邏隊遭到在附近的一个排的日本海軍部隊的攻擊，海軍巡邏隊幾乎被消滅。
作為回應，范德格里於8月19日夫特派出美軍第5陸戰團的3個連攻擊在馬坦尼考河以西集中的日軍部隊。其中一個連渡過馬坦尼考河口的沙洲進行攻擊，另一個連從離河口1,000（1,100碼）處的上游渡河，襲擊在馬坦尼考村的日軍。而第三個連乘船在更西面處登陸，襲擊Kokumbuna村。在短暫地佔領了兩座村莊之後，3個海軍陸戰隊連返回到隆加防衛圈，戰果是擊斃約65名日本兵而己方損失4人。這一行動，被稱為“第1次馬坦尼考戰鬥”，是在戰事期間數次圍繞馬坦尼考河行動的第1次。
8月20日，護航航空母艦長島號運送兩個中隊的海軍飛機到亨德森機場，其中一個中隊有19架F4F戰鬥機，而另一個中隊有12架SBD無畏式俯衝轟炸機。這些飛機在亨德森機場組成眾所周知的“仙人掌航空隊”，「仙人掌」原本是瓜達爾卡納爾島在盟軍裏的代號。在日軍轟炸機幾乎全日空襲後，陸戰隊的戰鬥機便在第2天投入戰鬥。8月22日有5架美國海軍P-40戰鬥機及其飛行員到達亨德森機場。

### 泰纳鲁河战役

在泰納魯河戰役後，瓜達爾卡納爾島鱷魚河口的沙洲上陣亡的日軍士兵屍體

為回應盟軍在瓜達爾卡納爾島的登陸，日軍大本營向拉包爾為基地、由百武晴吉中將指揮的日本帝國陸軍第17軍授予收復瓜達爾卡納爾島的任務；該軍得到日本海軍部隊，包括總部設在特魯克、由山本五十六指揮的聯合艦隊之支援。第17軍當時正在積極參與日軍在新幾內亞的行動，只有少數單位可以參戰。其中，川口清健少將的第35步兵旅團、第4（青葉）步兵聯隊分別從帛琉與菲律賓出發，而由一木清直大佐指揮的联队正在關島附近的運輸船上。不同的單位立即開始通過特魯克和拉包爾前往瓜達爾卡納爾島；一木聯隊距離最近，故首先抵達該地區。“一木支隊”包括約917名士兵，在8月19日凌晨零時從隆加防禦圈以東太午角的驅逐艦登陸，然後向西面美國海軍陸戰隊的防禦圈進行了9英里（14）的夜間行軍。羅伯特·萊基在他的著作《以盔為枕》中回憶泰納魯河戰役：“每個人都忘記了戰鬥而看著大屠殺，此時叫喊聲席捲了整個防線。一隊日軍沿對面河邊向我們的方向衝來。大家對他們的出現大為驚訝，但沒有人開槍。”

由於日軍低估了在瓜達爾卡納爾島上盟軍的兵力，一木支隊於8月21日凌晨對在隆加防禦圈東側鱷魚河（美國海軍地圖通常稱為“馬拉河”）的陣地進行了正面進攻。一木支隊的進攻失敗了，損失慘重，這就是後來所稱的泰納魯河戰役。天亮以後，美國海軍陸戰隊對日軍殘部實施反擊，打死多人與一木本人。一木支隊917人中大多在戰鬥中陣亡，128名倖存者撤回到太午角，通知第17軍司令部戰敗的消息，並等待來自拉包爾進一步的增援和命令。

### 东所罗门海战

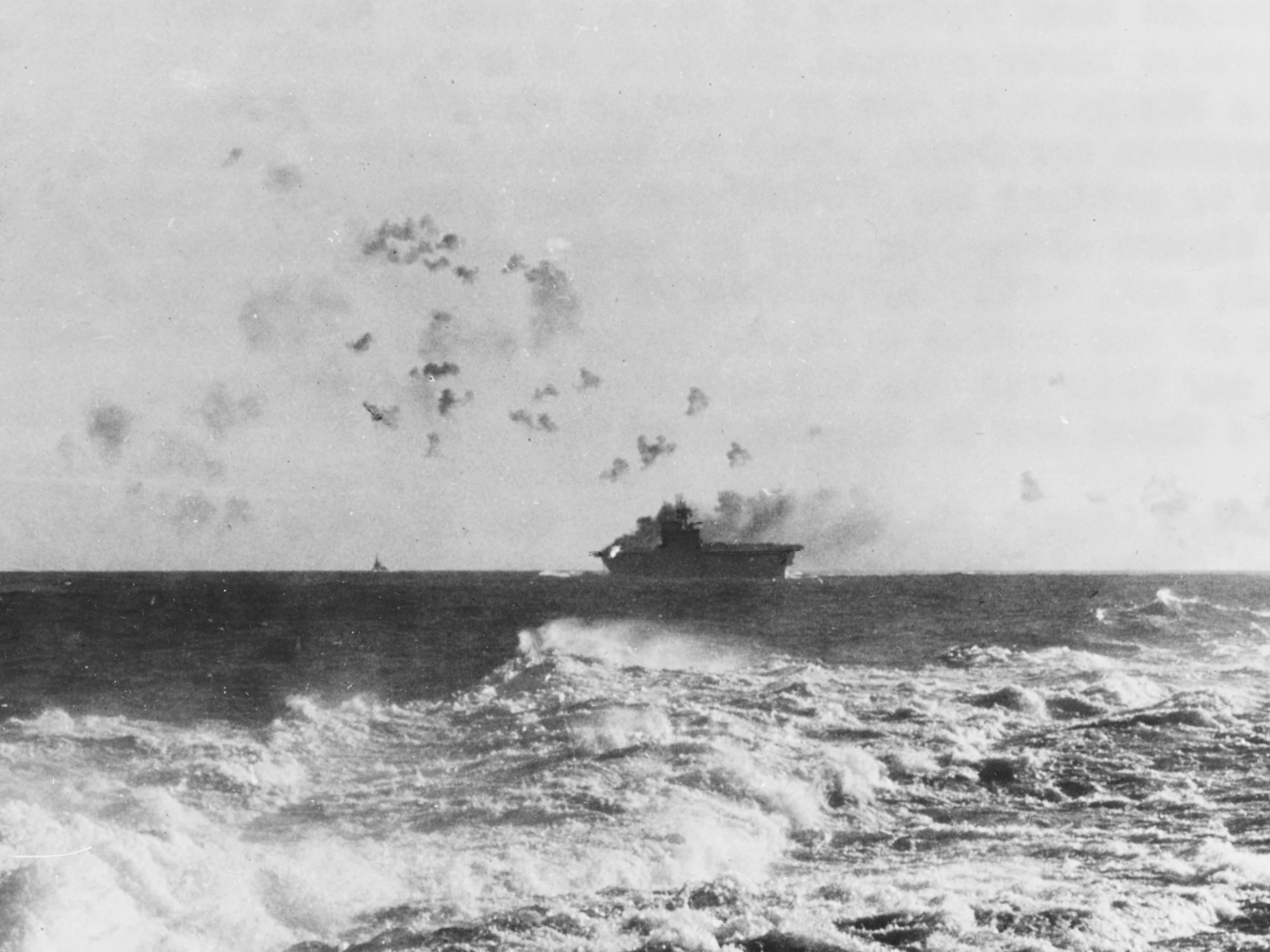
航空母艦企業號在东所罗门海战中遭受空中攻擊

當泰納魯河戰役結束後，更多的日軍增援部隊已經趕來。3艘慢速運輸艦在8月16日載著櫟木的（第28）步兵團其餘的1,400名士兵以及第5橫須賀海軍特別陸戰隊的500名海軍陸戰隊員離開特魯克。這些運輸艦是由日本海軍少將田中賴三指揮的13艘軍艦護航，他計劃讓部隊於8月24日在瓜達爾卡納爾島登陸。為掩護這些部隊登陸，並為從盟軍手中奪回亨德森機場的行動提供支援，山本在8月21日從特魯克派出南雲忠一的航空母艦艦隊朝所羅門群島南部前進。南雲的部隊包括3艘航空母艦和30艘其他戰艦。
同時，弗萊徹指揮的擁有兩艘美國航空母艦的特遣艦隊已接近瓜達爾卡納爾島以對付日軍的進攻。8月24日和25日，雙方的航母艦隊在東所羅門海戰中交戰，日本損失1艘輕型航空母艦，雙方艦隊在受到一些損害後均撤離該地區。田中的艦隊遭來自亨德森機場的陸軍航空隊飛機的攻擊而受重創，1艘運輸艦沉沒，艦隊被迫轉往所羅門群島以北的肖特蘭群島，將倖存的部隊轉移至驅逐艦上，再運送至瓜達爾卡納爾島。

### 亨德森机场的空战與隆加角防御的強化

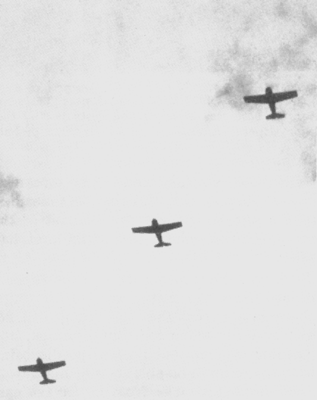
1942年8月底或9月初，從亨德森機場起飛的美國海軍F4F戰鬥機攻擊前來的日軍飛機

整個8月，少量的美軍飛機和飛行員不斷進駐瓜達爾卡納爾島。到了8月底，在亨德森機場有64架不同型號的飛機駐紮。9月3日，第1陸戰航空聯隊司令羅伊·蓋格准將同他的下屬到達亨德森機場，接管了所有空中作戰指揮。從亨德森機場起飛的盟軍飛機和來自拉包爾的日軍轟炸機和戰鬥機之間的空戰幾乎每天都在進行。從8月26日到9月5日，美軍損失了大約15架飛機，而日軍損失了大約19架飛機。超過半數被擊落的美軍機組人員獲救，而大多數日軍機組人員都損失了。從拉包爾到瓜達爾卡納爾島的8個小時大約1,120英里（1,800）的往返航程，嚴重阻礙了日軍對亨德森機場建立空中優勢。在布干維爾島和新喬治亞島的澳洲海岸觀察員往往能夠預先警告在瓜島的盟軍日機來襲，使得日軍的轟炸機和戰鬥機抵達瓜島時，美軍戰機已經起飛進入攻擊位置。因此，日本空軍在瓜島上空的消耗戰中逐漸處於下風。
在此期間，范德格里夫特繼續努力加強和改進隆加防禦圈。8月21日至9月3日，他把3個陸戰營送到島上，包括梅里特答·埃德森的第1突襲營（埃德森的突襲營）和第1傘降營從圖拉吉和吉沃圖改調往瓜達爾卡納爾島。這些單位令防守亨德森機場范德格里夫特原本11,000人的部隊再增加大約1,500人。第1傘降營在8月時的圖拉吉及吉沃圖-塔納姆博格戰役中遭受嚴重損失，現在由埃德森指揮。另1個調來的營是陸戰隊5團1營，在8月27日乘船於馬坦尼考村以西的Kokumbuna村附近登陸，目的是攻擊該地區的日軍，就像在8月19日的第1次馬坦尼考行動。此次行動海軍陸戰隊因困難地形、烈日和日軍防守位置得宜而受阻。第2天上午，海軍陸戰隊發現日本守軍已在夜間撤離了，所以海軍陸戰隊乘船返回隆加防禦圈。這次行動中共有20名日軍及3名美國海軍陸戰隊陣亡。
盟軍海軍小艦隊分別於8月23日、8月29日、9月1日和9月8日抵達瓜達爾卡納爾島為在隆加角的海軍陸戰隊提供更多的糧食、彈藥、飛機燃料和飛機的技術人員。9月1日的艦隊還帶來了392名海軍海蜂工兵隊隊員，以維修和改善亨德森機場。

## 战况激烈

### 东京快车

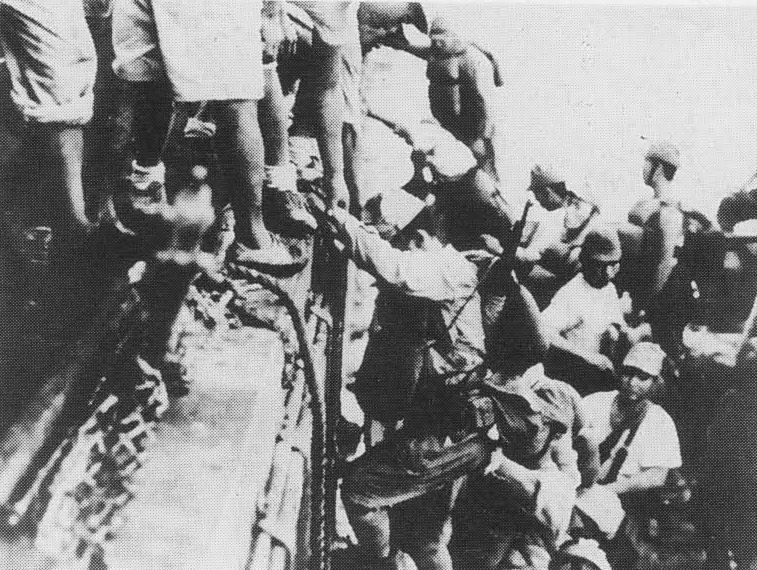
1艘運載日軍屬於“东京快车”的驅逐艦航向瓜達爾卡納爾島

8月23日，川口的第35步兵旅團到達特魯克，搭乘慢速運輸艦前往瓜達爾卡納爾。但田中的艦隊在東所羅門海戰中受創，導致日軍重新思考是否利用慢速運輸艦設法把更多的部隊送到瓜達爾卡納爾島。艦艇改將川口的士兵載到拉包爾。在那裡，日軍計劃利用驅逐艦把川口的士兵經由肖特蘭群島的日本海軍基地送到瓜達爾卡納爾島。日本驅逐艦在整個戰事中經常能夠於一夜之間直下新喬治亞海峽到瓜達爾卡納爾島並回航，盡量減少暴露於盟軍空襲之下。盟軍稱之為“東京快車”，日軍部隊稱之為“鼠運輸”。但是，以這種方式運送部隊，令大多數的重型裝備和補給品，如重型火砲、車輛和許多食品和彈藥，並不能隨同部隊一起運送到瓜達爾卡納爾。此外，這類行動又使日軍所迫切需要用來護航的驅逐艦更加吃緊。不過盟軍海軍指揮官並未在夜間攻击日本海軍部隊，所以日方在夜間能控制所羅門群島附近海域。但是，日本船隻在白天只要仍留在亨德森機場飛機攻擊範圍之內（大約200英里（320）），便受到空中打擊的威脅。在戰役中這種戰術情況持續了數月之久。
8月29日至9月4日，日軍數艘輕巡洋艦、驅逐艦和巡邏艇運送大約5,000名士兵，其中包括大部分的第35步兵旅團、大部分的青葉（第4）連隊，與一木支隊的其他部分，至太午角登陸。川口將軍在8月31日乘坐東京快遞於在太午角登陸登岸，以指揮瓜達爾卡納爾島上的全部日軍。躉船隊運送由岡明之助大佐指揮的川口步兵旅團另外1,000名士兵，到隆加防禦圈以西的卡米姆博湾登陸。

### 埃德森岭战役

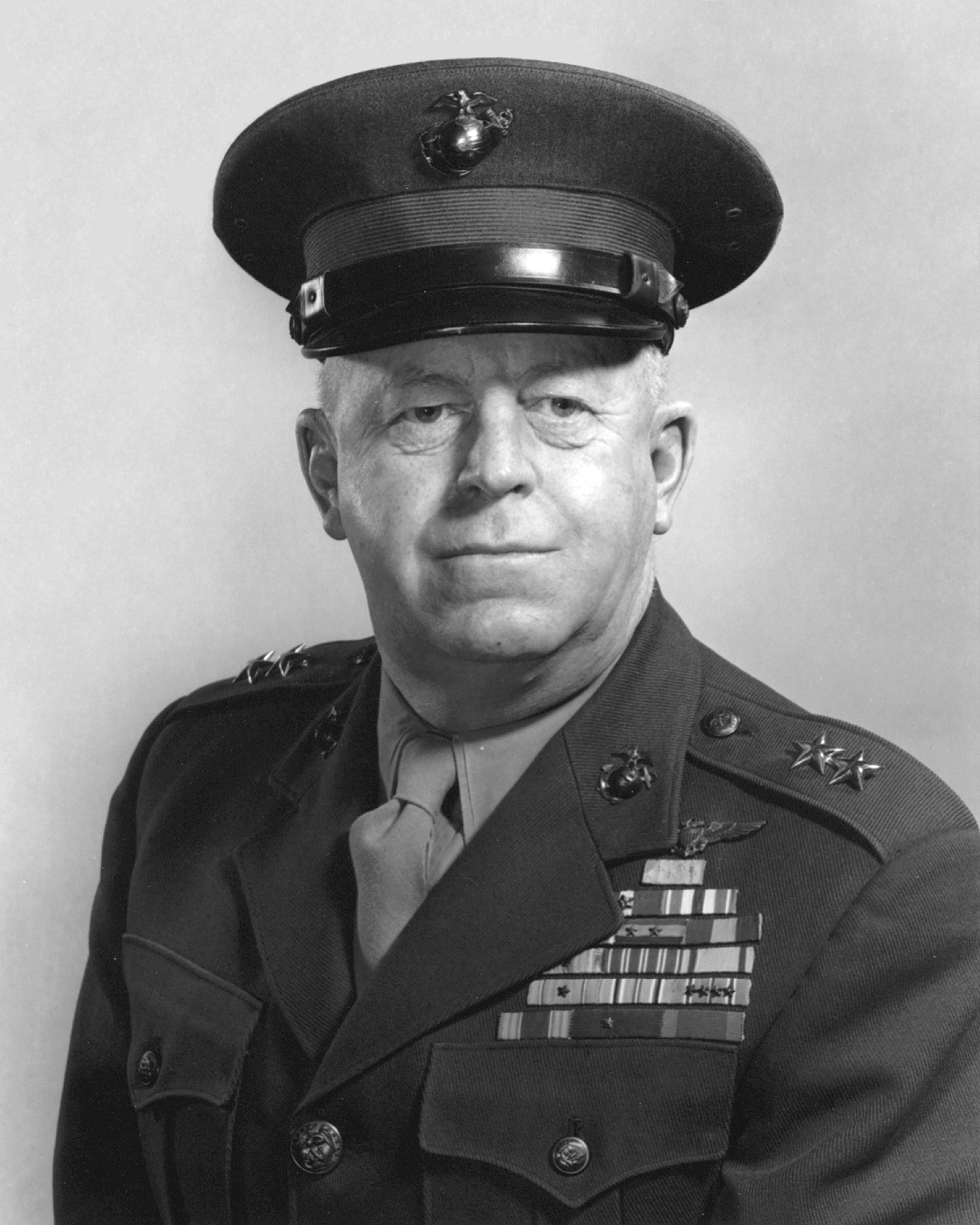
美國海軍陸戰隊中校梅里特·埃德森（本照片為任少將時拍攝），他在埃德森嶺戰役中領導海軍陸戰隊

9月7日，川口發出他的攻擊計劃，“擊潰和殲滅在瓜達爾卡納爾島機場附近的敵人。”川口的攻擊計劃將部隊分成3隊，迫近隆加周邊內陸，最終實施1次夜間突襲。岡明的部隊將從西面向防禦圈進攻，而一木的部隊改名為庫瑪營，將從東面攻擊。川口的“中央隊”有3個大隊共3,000人負責主攻，從隆加防禦圈以南的叢林出擊。到9月7日，川口大部分的部隊已經離開太午角開始沿海岸線向隆加角前進。約250名日軍留下來看守該旅團在太午角的補給基地。
同時，根據當地土著和根據1名海岸觀察者——所羅門群島保護地防衛軍軍官馬丁·克萊門斯和瓜達爾卡納爾島英國區主任，向美海軍陸戰隊帶來了報告，日軍在太午角附近的塔希姆波柯村。埃德森計劃對在太午角結集的日軍部隊進行突襲。9月8日，埃德森的士兵在太午角附近下船後，攻佔塔希姆波柯，而日本守軍則退入叢林。在塔希姆波柯，埃德森的部隊發現了川口的主要補給站，包括大批儲存的糧食、彈藥、醫療用品和1個強力的短波無線電機。海軍陸戰隊除了帶走一些文件和設備外，摧毀了一切物資，返回隆加防禦圈。海軍陸戰隊從堆積如山的補給品以及虜獲的情報文件得知，至少有3,000名日軍在島上，而且準備進攻。
埃德森與范德格里夫特的作戰官杰拉德·湯馬斯上校都正確地推斷：日軍的進攻目標很可能是隆加山脊。它位於亨德森機場南面，與隆加河平行，是一處狹窄長草的1,000碼（910）長的珊瑚脊。隆加山脊提供了一個到機場的天然通道，是周邊地區的制高點，而且當時幾乎不設防。9月11日，埃德森營的840人部署到山脊周圍地區。

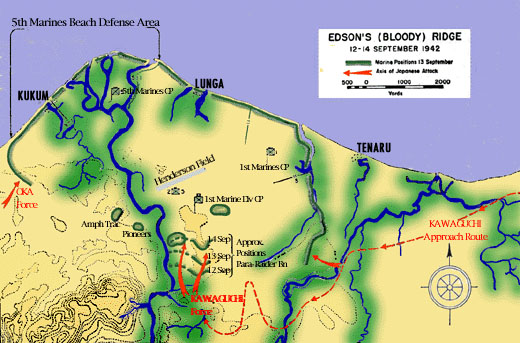
地圖上瓜達爾卡納爾島上的隆加防禦圈顯示日軍的進攻路線和在戰役中進攻的地點。岡明的攻擊來在西部（左），庫馬大隊攻擊來自東面（右），中央隊進攻在地圖中下的“埃德森嶺”（隆加嶺）。

在9月12日晚上，川口的第1大隊攻擊隆加河與山脊之間的突擊隊，迫使ㄧ個海軍陸戰隊連撤回到山脊後，日軍才停止攻擊。第二天晚上，川口旅團3,000名士兵，再加上各種各樣的輕型火砲，面對埃德森的830名突擊隊員。日軍在剛入夜後開始進攻，川口的第1大隊攻擊在山脊以西埃德森的右翼。在突破海軍陸戰隊的防線後，該大隊的進攻最終由守衛山脊北部的海軍陸戰隊所阻止。
川口麾下的第2大隊內，有2個中隊負責在山脊南部邊緣的進攻，把埃德森的部隊擊退至山脊中部的123號山嶺。整個晚上，在此陣地的海軍陸戰隊，在火砲的支援下，擊退了日軍一波波的正面攻擊，其中一些導致徒手肉搏戰。日軍一些己越過山脊到達機場邊沿的部隊也被擊退。在隆加防禦圈其他位置的庫瑪和岡明大隊的進攻也失敗。9月14日，川口旅團的倖存者在川口領導下，於馬坦尼考谷以西經過5天行軍後，與岡明的單位會合。結果，川口的部隊及海軍陸戰隊分別有850及104人陣亡。
9月15日，百武在拉包爾得知川口戰敗的消息，轉發到在日本的大本營。在緊急會議上，日本陸軍及海軍指揮人員得出結論，“瓜達爾卡納爾可能發展成為戰爭的決定性戰役。”戰鬥的結果現在開始對日本在太平洋其他領域產生戰略上的影響。百武意識到，為了運送足夠的部隊和物資以擊敗在瓜達爾卡納爾島的盟軍，他無法同時支援在新幾內亞科科達小徑的日軍。百武在新幾內亞的部隊離其目標莫爾茲比港只有30英里（48），在大本營的同意下，百武命令新幾內亞的部隊後撤，直至“瓜達爾卡納爾島的問題”解決為止。百武準備派遣更多的部隊到瓜達爾卡納爾島，試圖重奪亨德森場。

### 双方增援

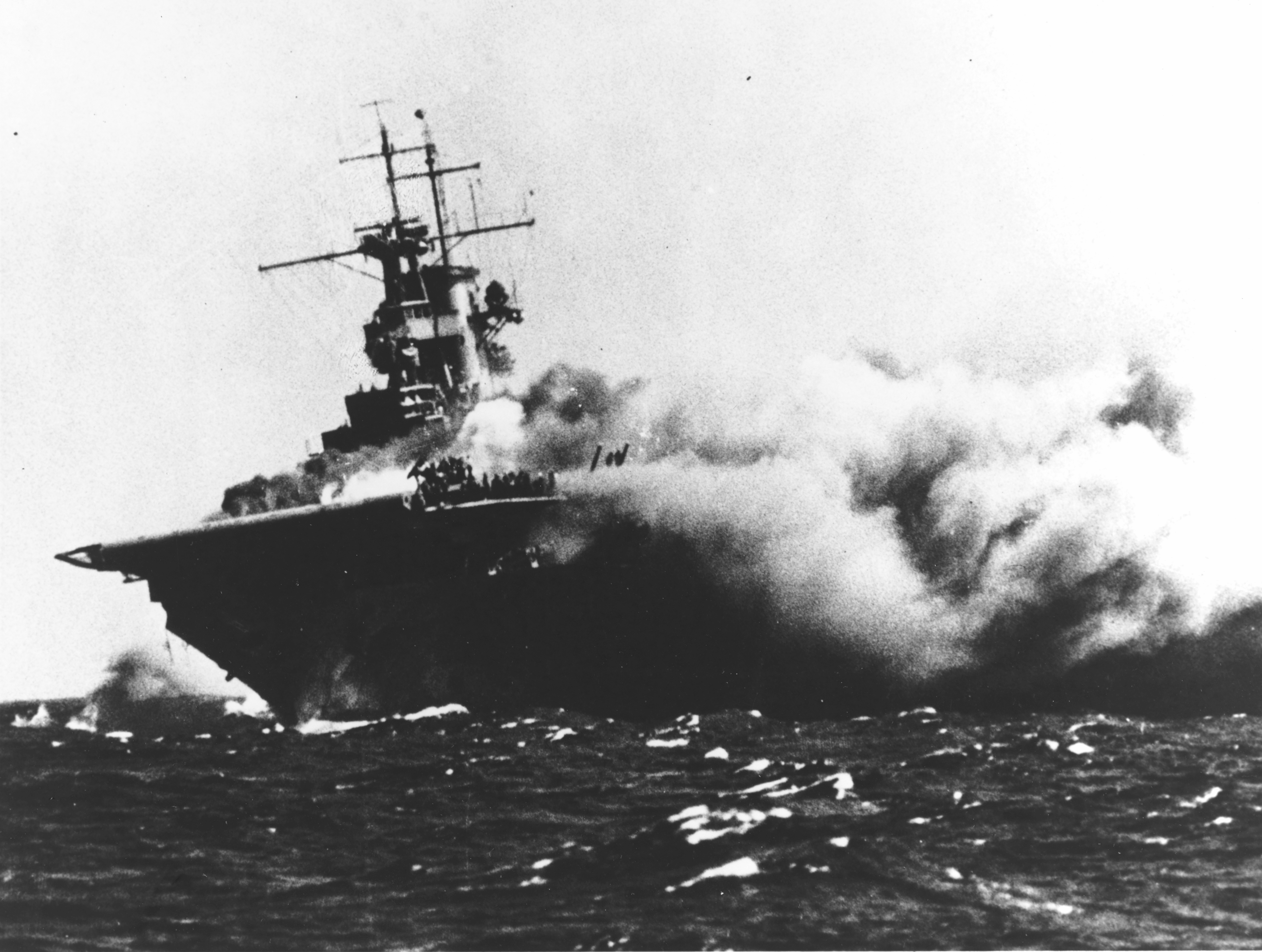
9月15日，美國航空母艦胡蜂號被日軍潛艇發射的魚雷擊中起火燃燒

當日軍在馬坦尼考以西集結時，美軍集中在支援和加強隆加防禦圈的防衛。9月14日，范德格里夫特從圖拉吉調派另1個營，第3陸戰團第2營到瓜達爾卡納爾島。9月18日，1支盟國海軍護航艦隊運送第3臨時陸戰旅（即第7陸戰團加上第11陸戰團的另1個營和一些額外的支援單位）共4,157人、137輛軍車、帳篷、航空燃料、彈藥、口糧和工程設備到瓜達爾卡納爾島。這些關鍵增援允許范德格里夫，從9月19日開始，圍繞隆加防禦圈建立1條完整的防線。雖然掩護這支艦隊的美國海軍航空母艦胡蜂號被日軍潛艇伊-19號在瓜達爾卡納爾島東南部擊沉，盟軍在南太平洋地區暫時只剩下航空母艦大黃蜂號。范德格里夫特也在作戰部隊高層領導上作出一些改變，調走島內表現不佳的軍官，晉升低級軍官以替補這些空缺。其中之一是最近晉升梅里特·埃德森上校，以指揮第5陸戰團。
從9月14日至9月27日，日軍因天氣惡劣停止空襲，瓜達爾卡納爾島的空戰停止了一段時間。在此期間，雙方均增加其航空兵力。日軍增派85架戰鬥機和轟炸機，增援在拉包爾的航空部隊，而美軍亦調派23架戰鬥機和攻擊機至亨德森機場。9月20日，日本總計有117架飛機在拉包爾，而盟軍在亨德森機場亦有71架飛機。9月27日，日軍恢復空襲瓜達爾卡納爾島，遭到亨德森機場上美國海軍和陸軍航空隊的戰鬥機阻擊。
日本立即開始準備他們的下一次行動，以嘗試奪回亨德森機場。第4（青葉）步兵聯隊第3大隊於9月11日在瓜達爾卡納爾島西端的卡米姆博灣登陸，來不及參加川口的攻擊。雖然截至目前，該大隊已加入馬坦尼考附近的岡部隊。東京快遞於9月14日、20日、21日和24日由驅逐艦運送了食品和彈藥，以及青葉團第1營的280人至瓜達爾卡納爾島的卡米姆博。與此同時，日軍在9月13日開始把第2和第38師團從荷屬東印度群島運送至拉包爾。日軍計劃運送這2個師團共17,500人到瓜達爾卡納爾島，參與1942年10月20日對隆加防線的進攻。

### 马坦尼考行动

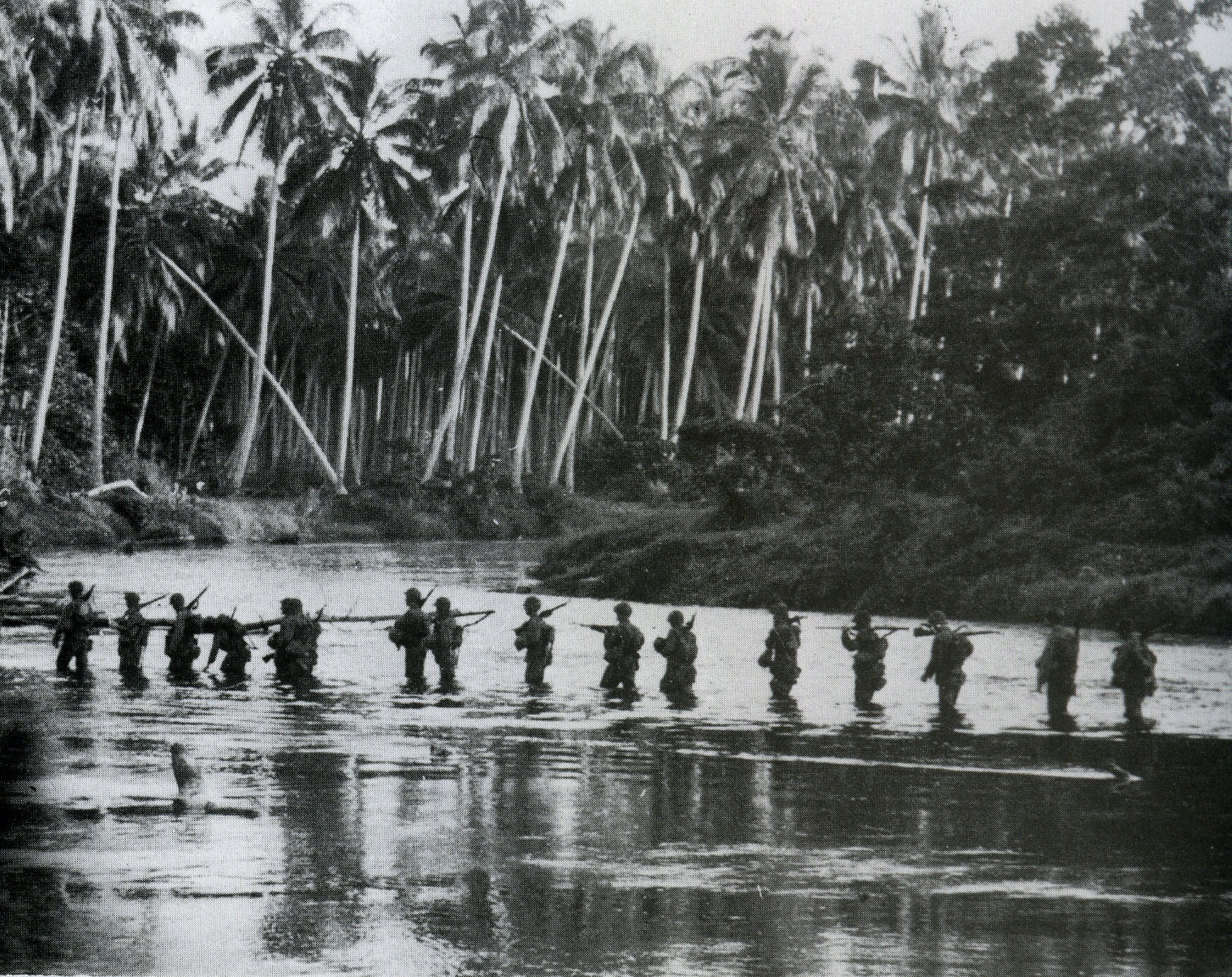
1隊美國海軍陸戰隊巡邏隊在1942年9月渡過马坦尼考河

范德格里夫特和他的參謀人員知道，川口部隊已經撤退到馬坦尼考以部地區，許多組日軍掉隊了的士兵分散在整個隆加防禦圈和馬坦尼考河地區之間。范德格里夫特因此決定在圍繞馬坦尼考河谷再進行一系列小規模的行動。這些行動的目的是要掃蕩分散在馬坦尼考河以東的日軍，並令日軍主力部隊保持分散，以防止他們在非常接近海岸防線的隆加地區鞏固自己的陣地。
首次美國海軍陸戰隊試圖攻擊馬坦尼考河以西日軍的行動，在9月23日至27日之間由3個美國海軍陸戰隊營實施，但岡明之助指揮的川口部隊將其擊退。行動期間，3個海軍陸戰連被日軍包圍在馬坦尼考河以西的克魯茲角，遭受沉重的損失，在美軍驅逐艦和由美國海岸防衛隊人員駕駛的登陸艇協助下艱險逃脫。
第2次行動在10月6日至9日實施，1支更強大的美國海軍陸戰隊成功地渡過馬坦尼考河，攻擊來自由丸山政男及那須弓雄指揮的第2師團新近登陸的日軍部隊，並對日軍第4四步兵團造成重大損失。第2次行動迫使日軍從馬坦尼考河以東的陣地撤出，也阻礙了日軍準備對美軍隆加防線發動大型攻勢的計劃。
10月9日和11日之間美軍第2陸戰團第1營在隆加防禦圈以東大約30英里（48）奧拉灣附近的Gurabusu和Koilotumaria突襲2個日軍小型哨站。突襲殺死了35名日軍，而美軍有17名海軍陸戰隊員和3名海軍人員陣亡。

### 埃斯佩兰斯海角海战
在9月的最後1週及10月的第1週，東京快遞把第2師團運送到瓜達爾卡納爾島。日本海軍承諾支援陸軍的進攻計劃，除了運送部隊、裝備和補給品到該島，還要加強對亨德森機場的空襲，並派軍艦炮轟機場。

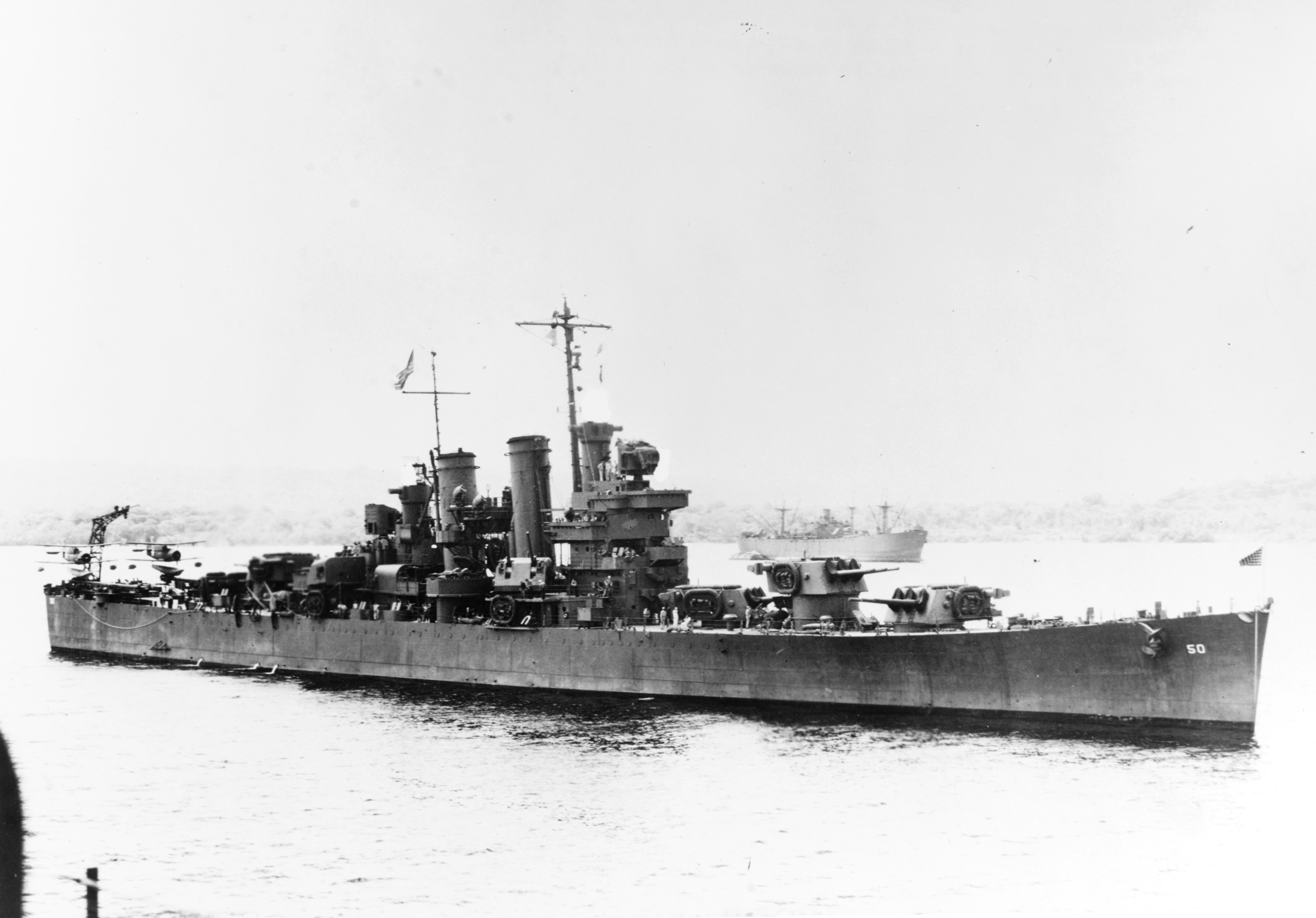
美軍巡洋艦海伦娜号轻巡洋舰，諾曼·斯科特指揮的第64特混艦隊的其中1艘艦艇。

在此期間，南太平洋美國陸軍部隊司令米勒德·哈蒙說服了霍姆利，如果盟軍想成功擊退預期的日軍進攻，就要立即增援瓜達爾卡納爾島上的美國海軍陸戰隊。因此，10月8日，美國陸軍第23步兵師（又稱為「亞美利加師」）第164步兵團的2,837人登上在新喀里多尼亞的艦隻，前往瓜達爾卡納爾島，預計在10月13日抵達。為了替第164團護航，霍姆利下令第64特混艦隊（其中包括4艘巡洋艦和5艘驅逐艦）在美國海軍少將諾曼·斯科特指揮下，堵截和打擊任何接近瓜達爾卡納爾島和威脅運輸艦隊的日本艦隻。
三川的第8艦隊之參謀人員安排了在10月11日夜間進行一次大型的東京快遞。2艘水上飛機母艦和6艘驅逐艦運送728名士兵以及火砲和彈藥到瓜達爾卡納爾島。同時在另一項行動中，3艘重巡洋艦和2艘驅逐艦在五藤存知少將的指揮下，使用特殊爆炸彈炮轟亨德森機場，目地是摧毀仙人掌航空隊和機場的設施。由於美國海軍過去從未企圖阻截前往瓜達爾卡納爾島的東京快遞，日軍並沒有預期盟國海軍水面艦隊在那天晚上作出任何反擊。
就在午夜時分，斯科特的艦隊在薩沃島和瓜島之間海峽入口附近用雷達發現五藤的艦隊。斯科特的艦隊在五藤不知情的情況下成T字形展開。斯科特的艦隊開火，擊沉五藤的1艘巡洋艦和1艘驅逐艦，重創另1艘巡洋艦，五藤受致命傷，迫使五藤其餘的軍艦放棄炮轟任務撤退。在交火時，斯科特的1艘驅逐艦被擊沉，1艘巡洋艦和另1艘驅逐艦受到重創。與此同時，日軍的補給艦隊順利在瓜島卸載後返航，沒有被斯科特的艦隊發現。10月12日早上，日軍補給艦隊的4艘驅逐艦返航，協助五藤撤出損壞的軍艦。來自亨德森機場的飛機空襲並擊沉2艘驅逐艦。美國艦隊在13日如期抵達瓜島，成功地運送了第164團和補給。

### 战舰炮轰亨德森机场

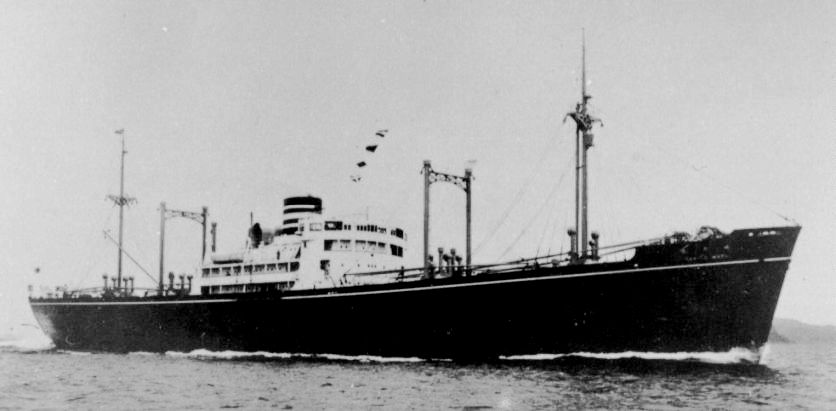
日本貨輪佐渡丸

儘管美軍在埃斯佩蘭斯海角獲勝，日軍仍繼續準備於10月底發動大規模進攻。日軍決定冒險打破只用快速軍艦進行運輸的慣例。10月13日，6艘貨輪在8艘驅逐艦的護航下，離開了肖特蘭群島，前往瓜達爾卡納爾島。該艦隊運送隸屬第16和第230步兵團的4,500名士兵、一些海軍陸戰隊、2個重炮兵營及1個坦克連。

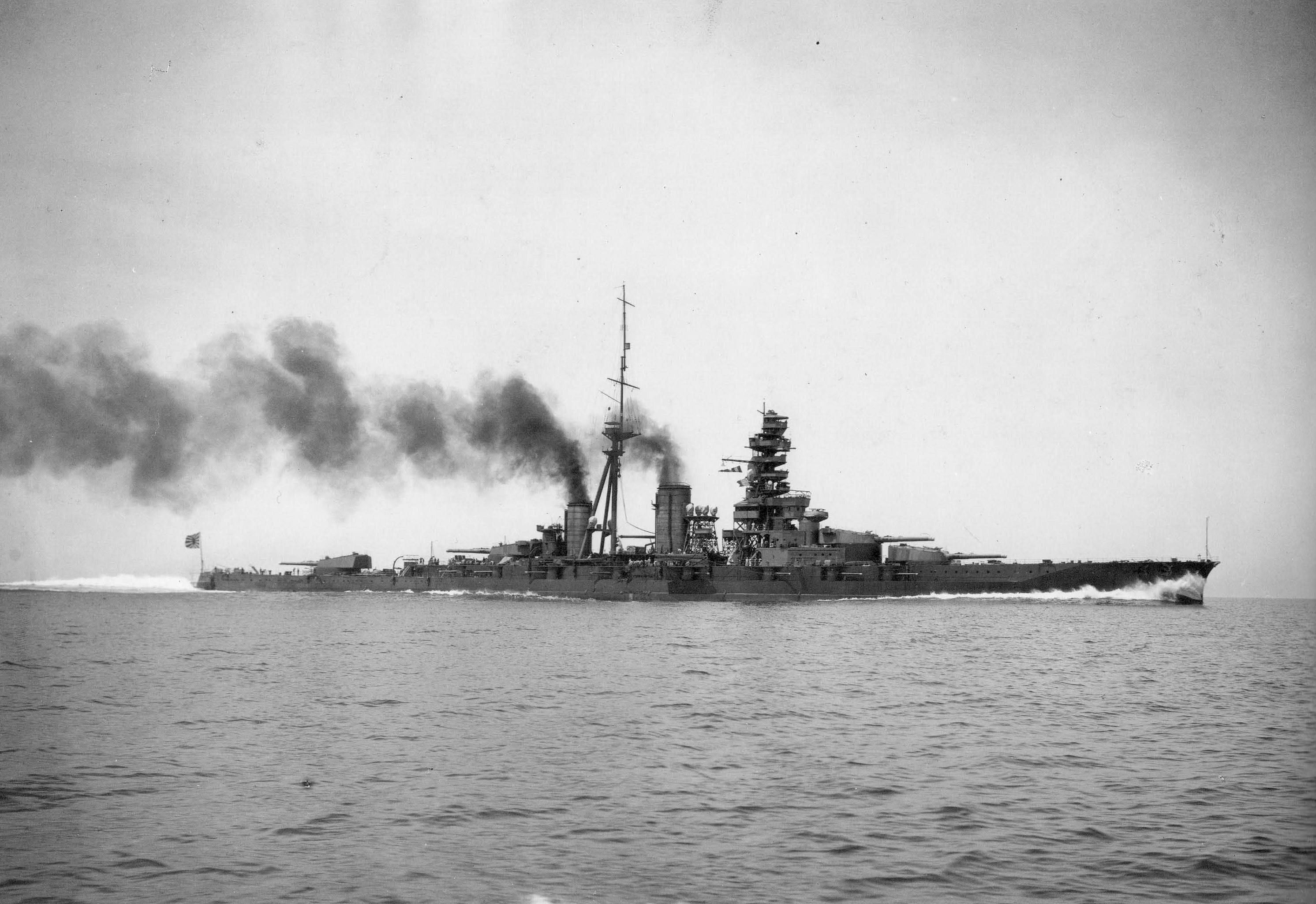
日軍戰艦榛名號

為掩護運輸艦隊免遭仙人掌航空隊的攻擊，山本從特魯克派出2艘戰艦炮轟亨德森機場。10月14日凌晨1時33分，日軍戰艦金剛號和榛名號，在1艘輕巡洋艦和9艘驅逐艦護航下，到達距離瓜島16,000（17,500碼）的地方，在美軍岸防砲的射程以外砲轟亨德森機場。在接下來的1小時23分鐘，2艘戰艦向隆加防禦圈發射了973發14英寸（356）炮彈，其中大多數是落在機場2,200平方（24,000平方英尺）的區域內。許多砲彈是三式弹砲彈，專門用來摧毀地面目標。炮轟令2條跑道出現嚴重損壞，燒毀80%的航空汽油，摧毀了仙人掌航空隊90架飛機中的48架，殺死了41人，其中包括6名仙人掌航空隊飛行員。該戰艦部隊立即返回特魯克。
亨德森機場儘管遭受嚴重破壞，美軍在幾個小時內令其中一條機場跑道恢復運作。17架SBD無畏式俯衝轟炸機和20架F4F戰鬥機很快就從圣埃斯皮里图岛飛到亨德森機場。美國陸軍和海軍運輸機開始穿梭於圣埃斯皮里图岛與瓜島之間，以運送航空汽油。美軍知道了日本大型增援艦隊即將到達，羅伊·蓋格決心在敵艦抵達瓜島前加以攔截。為了補充航空汽油，仙人掌航空隊汲取已毀飛機上的汽油和鄰近叢林中的庫存，於14日2次空襲了該艦隊，但沒有造成破壞。
日本艦隊在10月14日午夜到達瓜島的塔薩法隆加，開始卸載。10月15日整天，來自亨德森機場的飛機對卸載中的艦隊進行轟炸和掃射，摧毀了3艘貨船。艦隊其餘船隻在這夜離開，卸下所有的部隊和大約三分之二的補給和裝備。2艘日軍重巡洋艦鳥海號、衣笠號在10月14日晚間至15日凌晨又炮轟亨德森機場，摧毀了仙人掌航空隊一些飛機，但沒有對機場造成更大破壞。
10月12日六艘船拖著駁船從聖靈島出發，運送航空汽油與炸彈到瓜島，但霍姆利15日收到情報，日航母在其航線附近活動，遂命令4艘返航，其餘2艘冒險前進。結果船隊離瓜島75海里時被日軍發現，梅雷迪思號驅逐艦於午前被瑞鶴號的38架艦載機擊沈，美軍則於21日救回了倖存的綠鵙號拖船與2艘駁船。

## 陷入胶着

### 亨德森机场战役
10月1日和10月17日，日軍運送了15,000人部隊到瓜達爾卡納爾島，令百武總共有20,000人的部隊參與他計劃中的進攻。由於喪失自己在馬坦尼考河東側的陣地，日軍認為對美軍沿海防禦的攻擊很難成功。因此，百武決定主攻是從南面進攻亨德森機場。丸山政男中將的第2師團（加第38師團一個團），由7,000名士兵組成3個步兵團，每團3個營，奉命通過叢林，從南部靠近隆加河東岸前進攻擊美軍防線。進攻的日期原定10月22日，然後改為10月23日。為了轉移美軍的視線以避免知道從南面進攻的計劃，百武的重炮兵加上5個營的步兵（約2,900人）根據住吉正少將的命令攻擊美國沿西海岸走廊的防線。日本估計有10,000名美軍在島上，而事實上，大約有23,000人。

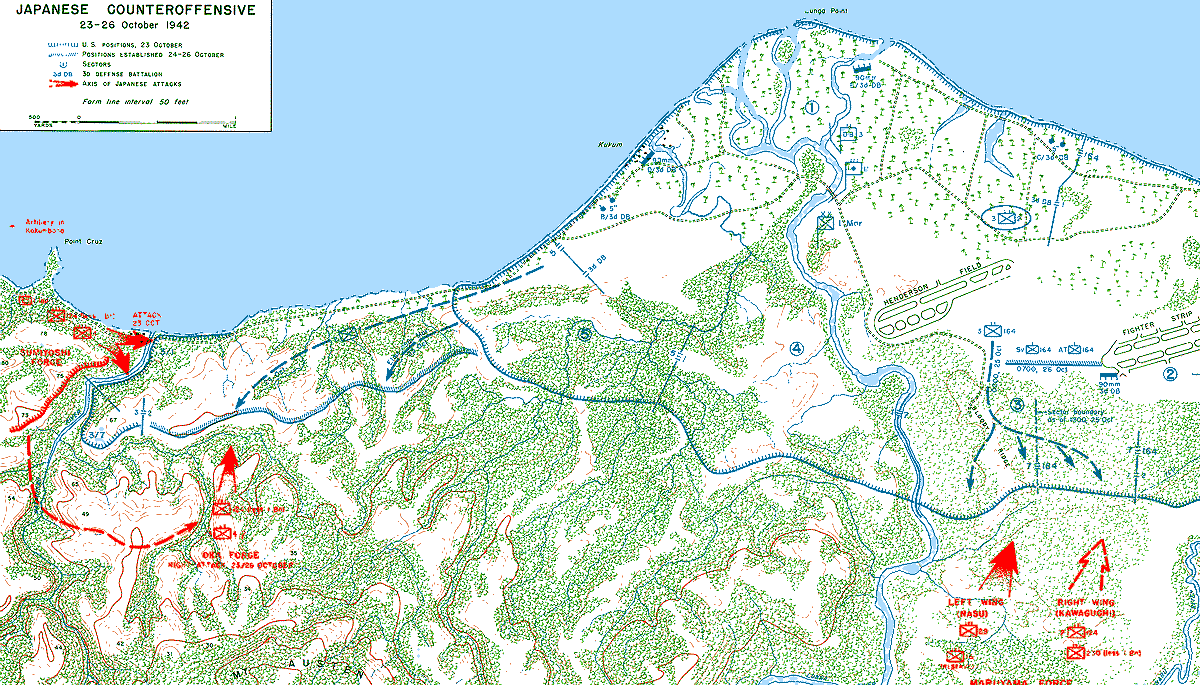
10月23日–10月26日的戰役地圖。住吉的部隊襲擊了西面的馬坦尼考（左），而丸山的第2師團從南（右）面攻擊隆加防禦圈

10月12日，1連日軍工兵開始開闢1條道路，稱為“丸山道路”，從馬坦尼考河至美軍隆加防禦圈南部。15英里（24）長的道路通過瓜達爾卡納爾島上一些最困難的地形，其中包括眾多的河流和小溪、深及滿佈泥濘的溝壑、陡峭的山脊和茂密的叢林─這極大程度地限制了進攻日軍可攜帶的裝備規模並消耗了他們的體力。10月16日至10月18日，第2師團開始沿丸山道路進軍。
到了10月23日，丸山的部隊仍努力在叢林掙扎以到達美軍防線。那天晚上，當得知他的部隊都還沒有達到他們的攻擊位置後，百武把進攻推遲至10月24日晚上7時。美軍仍然完全不知道丸山的部隊正向該方向集結。
住吉從百武的參謀人員中獲悉進攻延至10月24日，但未能通知他的部隊進攻的推遲。因此，在10月23日黃昏，第4步兵團的2個營和第1獨立坦克連的9輛坦克在馬坦尼考河口發動對美軍海岸防線的第1輪進攻。美軍的海岸炮兵、大炮、輕型武器火力擊退了該進攻，摧毀所有的坦克，打死了許多日本士兵，而只有輕微的傷亡。
最後，丸山的部隊於10月24日晚到達美國隆加防禦圈。之後連續2個晚上丸山的部隊對由切斯特·普勒中校指揮的第7陸戰團第1營及羅伯特·霍爾指揮的第164步兵團第3營之陣地進行了多次不成功的正面進攻。美海軍陸戰隊和陸軍的步槍、機槍、迫擊炮、火炮，包含37毫米反坦克炮的霰弹弹丸直接射擊，對日軍“帶來了可怕的大屠殺”。小股日軍突破了美軍的防線，但在後來數天內肅清。丸山的部隊中超過1,500人在進攻中戰死，而美軍的損失約為60人死亡。同樣在這2天從亨德森機場起飛的美軍飛機抵抗日軍飛機和艦隻的攻擊，摧毀了14架日軍飛機，並擊沉1艘輕巡洋艦。

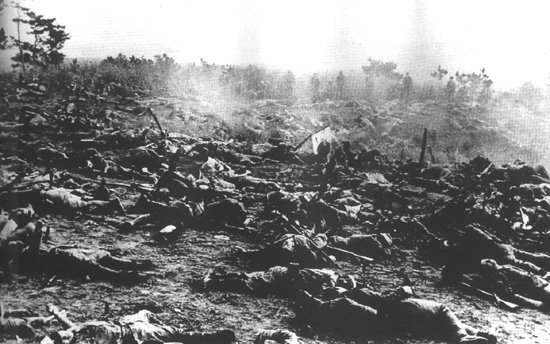
在10月25日–26日的最後總攻後，日軍第2師團陣亡士兵的屍體佈滿戰場。

日本在10月26日對馬坦尼考河附近的進一步攻擊也被擊退，日軍損失慘重。因此，在10月26日早上8時，百武取消後續攻擊並下令他的部隊撤退。大約有一半丸山倖存的部隊奉命撤退至上馬坦尼考河谷，而由東海林俊成大佐指揮的第230步兵聯隊則前往隆加防禦圈以東的科利角。第2師團領頭的部隊在11月4日到達馬坦尼考河以西，在柯孔波那第17軍的司令部範圍。同一天，東海林的部隊到達科利角，並建立營地。由於戰鬥中的死亡、戰鬥損傷、營養不良和熱帶疾病，第2師團無力作進一步的進攻行動，在戰役餘下時間只能在海岸作為防禦部隊。日軍在戰鬥中總共損失2,200–3,000名士兵，而美軍有大約80人死亡。

## 聖克魯斯群島戰役
在百武的部隊攻擊隆加防禦圈的同一時間，日軍航空母艦等大型戰艦在山本五十六的命令下移動到所羅門群島南部附近。從這個位置，日本海軍希望能與盟國（主要是美國）海軍交戰（特別是航空母艦艦隊）並獲得決定性的勝利，以策應百武的地面攻勢。盟國海軍在該地區的航空母艦，現統一交由威廉·海爾賽的指揮，也希望在戰場上與日本海軍艦隊交戰。尼米茲在10月18日任命海爾賽取代了霍姆利，因為霍姆利過於悲觀和缺乏遠見，不能有效領導在南太平洋地區的盟軍。

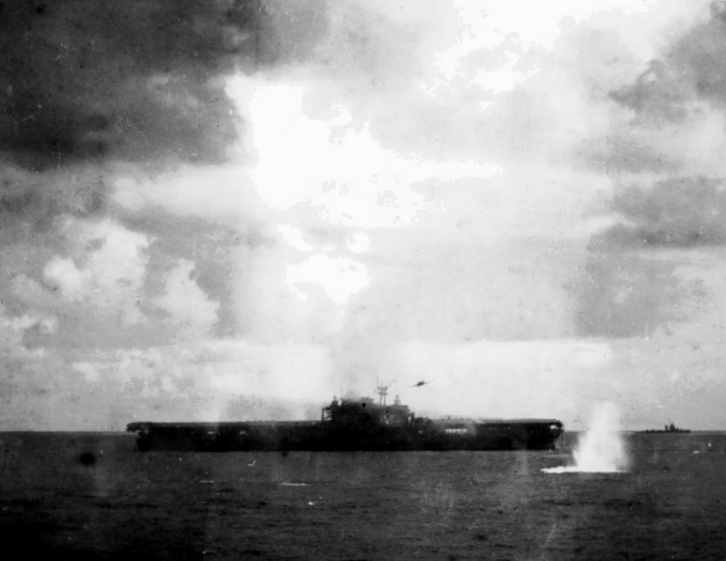
大黃蜂號航空母艦在10月26日遭受日本航空母艦飛機的魚雷攻擊及致命的破壞。

雙方航空母艦艦隊於10月26日上午遭遇，即後來所熟知的聖克魯斯群島戰役。經過艦載機互相攻擊，盟軍水面艦艇被迫退出戰鬥，一艘航空母艦沉沒（大黃蜂號），另一艘企業號嚴重受損。不過，參戰的日本航空母艦艦隊，也因為飛機和機組人員的大量損失，以及兩艘航空母艦受重創而退出戰鬥。雖然就船艦沉沒與受損程度來說，日本取得了戰術上的勝利，但日本損失了大量經驗豐富的飛行員，而這是無法補充的。因此就長期而言，戰役中空勤人員損失較少的盟軍得到了戰略優勢。日本航空母艦在戰事中再也沒有發揮重要作用。

## 在11月的陸上行動
為了擴展在亨德森機場戰役中取得的勝利，范德格里夫特派出6個營海軍陸戰隊兵力，後來加入了1營的陸軍，進攻馬坦尼考河以西地區。這次行動是由梅里特·埃德森指揮，其目標是要攻佔在克魯茲以西，第17軍的指揮部柯孔波那。保衛克魯茲地區的是由中熊直正大佐指揮的日軍第4步兵聯隊。第4步兵聯隊因為戰鬥傷亡、熱帶疾病和營養不良而兵力嚴重受損。

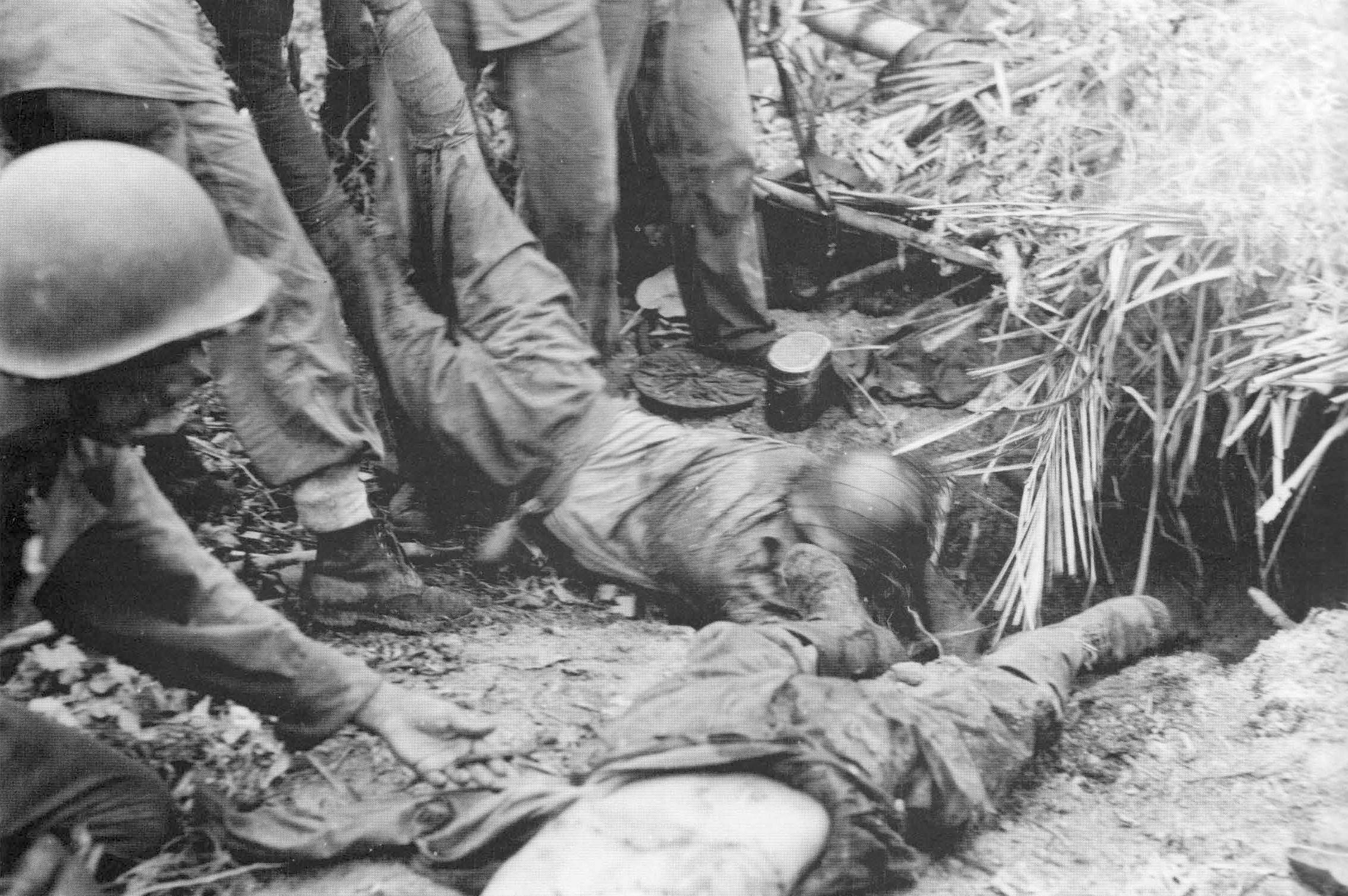
在11月初的戰役中，美國海軍陸戰隊在科利角地區把死亡的日軍士兵屍體從其堡壘中拖出來。

美軍在11月1日開始進攻，經過一輪苦戰後，在11月3日成功地摧毀了保衛克魯茲地區的日軍，包括一支後方梯隊部隊，該部隊負責馳援被削弱的中熊聯隊。美軍似乎處於將要突破日軍防線和攻佔柯孔波那的邊緣。然而在這個時候，其他的美軍發現在隆加防禦圈東側附近的科利角有新的日軍登陸。為了對付這個新威脅，范德格里夫特在11月4日暫時停止了對馬坦尼考河的進攻。美軍進攻中有71人陣亡和日軍大約400人喪生。
早在11月3日上午在科利角，5艘日本驅逐艦運送300名日軍以支援在亨德森機場戰役後向科利角前進途中的東海林分隊。自獲悉登陸計劃後，范德格里夫特派出1個由赫曼·漢納根指揮的海軍陸戰隊營攔截在科利角的日軍。登陸後不久便遭遇日軍士兵，漢納根的營被迫向隆加防禦圈退回。作為回應，范德格里夫特下令普勒的海軍陸戰隊營加上第164步兵營的2個連，隨著漢納根的營，前往科利角攻擊日軍。
美軍開始移動之時，東海林和他的士兵開始到達科利角。從11月8日起，美軍企圖在科利角附近的納塔利婭河包圍東海林的部隊。與此同時，百武下令東海林放棄他在科利角的陣地，重返在馬坦尼考地區柯孔波那與日軍會合。美軍在沼澤溪南側的防線存在一條空隙。在11月9日和11日之間，東海林和2,000至3,000人逃入叢林向南方前去。11月12日，美軍完全佔領了該地，並殺死留在包圍圈所有剩餘的日軍士兵。美軍在科利角發現了450至475的日軍屍體，並擄獲東海林的大多數重型武器和補給品。美軍在作戰中共有40人死亡、120人受傷。

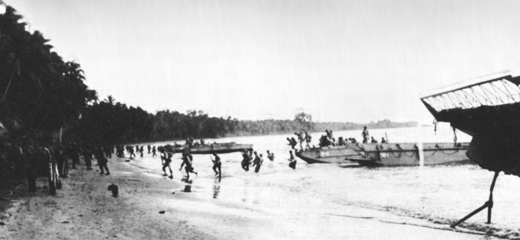
卡爾森的突擊隊員在11月4日到達奧拉灣上岸

與此同時，11月4日，第2陸戰突擊隊營的2個連在埃文斯·卡爾森中校指揮下乘船在隆加角以東40英里（64）的奧拉灣登陸。卡爾森的突擊隊，隨同美軍第147步兵團，分別為500名海軍工兵提供掩護，試圖在該地區建造一座機場。根據特納的建議，哈爾西批准了奧拉灣機場的建設工作。奧拉機場的建設工作，後來在11月底因為地形不合適而放棄了。
11月5日，范德格里夫特下令卡爾森率領他的突擊隊員從奧拉行軍前進，以肅清逃離科利角的任何東海林分隊殘部。他的營其餘的連在幾天後抵達，卡爾森和他的部隊就從奧拉出發進行29天的巡邏前往隆加防禦圈。在巡邏中，突擊隊與東海林撤退的部隊進行了幾場戰鬥，打死近500名日軍，本身陣亡16人。除了因卡爾森突擊隊進攻遭受的損失外，熱帶疾病和缺乏食物令東海林損失更多的士兵。東海林的部隊在11月中旬到達隆加河，此時約為至馬坦尼考河的半途，主力部隊只剩下1300人。當東海林到達馬坦尼考河以西第17軍的陣地時，只有700至800名倖存者仍與他在一起。大部分東海林部隊的倖存者大部加入了其他日軍單位，防衛奧斯丁山和馬坦尼考河上游地區。
東京快車在11月5日、7日和9日，運輸了更多日本第38步兵師團的部隊到瓜達爾卡納爾島，包括第228步兵團的大部。這些新的部隊，很快就部署至克魯茲和馬坦尼考區，並在11月10日和18日成功地協助阻擊美軍進一步的攻擊。美軍和日軍在後來的六個星期沿克魯茲以西地區的一條戰線互相對峙。

## 瓜達爾卡納爾海戰
在亨德森機場戰役戰敗後，日本陸軍計劃在1942年11月再次嘗試奪回機場，但行動之前還需要獲得進一步的增援。日本陸軍請求山本支援，對該島提供必要的增援和支援即將來臨的進攻。山本提供11艘大型運輸艦從拉包爾運送第38師團餘下的7,000名士兵、他們的彈藥、食品和重型裝備到瓜達爾卡納爾島。他還提供了戰鬥支援艦隊，其中包括2艘戰艦比叡號和霧島號。這2艘戰艦配備特殊碎片炮彈，在11月12日夜間至13日炮轟亨德森機場，破壞機場及駐紮在機場的飛機，以掩護第二天緩慢而笨重的運輸艦安全抵達瓜島卸載。指揮戰艦部隊的是“比叡號”上最近晉升的阿部弘毅海軍中將。

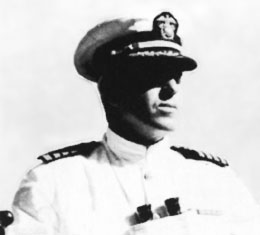
美軍丹尼爾·卡拉漢海軍少將

11月初，盟軍根據情報得悉，日軍正準備再次試圖奪回亨德森機場。因此，美軍派出第67特混艦隊，這是1支大型增援和運輸艦隊，載運海軍陸戰隊替補人員、2個美國陸軍步兵營、以及彈藥和食品。在特納的指揮下，於11月11日駛向瓜達爾卡納爾島。供應船將得到由丹尼爾·卡拉漢和諾曼·斯科特海軍少將指揮的2支特混艦隊，和從亨德森機場起飛的飛機之掩護。這些船隻11月11日至12日多次遭到從拉包爾空軍基地起飛、通過在布幹維爾的布因空軍基地的日軍飛機的襲擊，但大多數船隻均在無受到嚴重損害下卸載。
美軍偵察飛機發現阿部的艦隊，並對盟軍指揮部發出警告。因此在獲得警告後，特納派出卡拉漢手中所有可用的作戰艦隻保護岸邊的部隊對抗預期的日本海軍的進攻和登陸，並下令在瓜達爾卡納爾島的補給艦在11月12日傍晚離開。卡拉漢的部隊包括2艘重巡洋艦、3艘輕巡洋艦和8艘驅逐艦。
11月13日凌晨1時30分左右，卡拉漢的部隊在瓜達爾卡納爾島和薩沃島之間截擊阿部的艦隊。阿部的艦隊除了2艘戰艦，還有1艘輕巡洋艦和11艘驅逐艦。在漆黑一片下，2支戰艦艦隊在不同尋常的近距離內開火。在隨之而來的混戰中，除1艘巡洋艦和1艘驅逐艦以外，阿部的部隊擊沉或重創了卡拉漢艦隊的所有艦隻；卡拉漢和斯科特均陣亡。2艘日軍驅逐艦被擊沉，另有1艘驅逐艦和“比叡號”受重創。阿部弘毅雖然擊敗卡拉漢的艦隊，他並沒有炮轟亨德森機場便下令艦隊撤退。比叡號遭受仙人掌航空隊和美國航空母艦企業號之飛機的反覆轟炸，當天稍晚沉沒。由於阿部未能破壞亨德森機場，山本下令由田中賴三指揮的運輸艦隊（靠近肖特蘭群島）多等待一天才駛向瓜達爾卡納爾島。山本命令近藤信竹以在特魯克的戰艦和阿部的部隊組織一支砲擊艦隊，在11月15日攻擊亨德森機場。
與此同時，11月14日凌晨2時左右，一支由巡洋艦和驅逐艦組成的艦隊，在三川軍一的指揮下從拉包爾起航，對亨德森機場進行炮轟－－現在美軍無艦隊與之對抗。炮轟造成一些損失，但沒有令機場或大部分飛機未能運作。三川的部隊向拉包爾返航時，田中誤認亨德森機場已嚴重受損，其運輸艦隊開始南下駛向瓜島。在11月14日一整天，從亨德森機場和“企業號”起飛的飛機攻擊三川和田中的艦隻，擊沉1艘重巡洋艦和7艘運輸艦。因為一名叫奧古斯特·馬爾泰洛的海軍士兵將488桶55加侖辛烷值100的航空汽油藏在一個僻靜的叢林地區，美軍飛機才得以繼續升空執行任務。田中的驅逐艦救出運輸艦上大部分的部隊，送返肖特蘭茲。入夜後，近藤的部隊迫近砲轟亨德森機場，田中剩下的4艘運輸艦則繼續駛向瓜達爾卡納爾島。

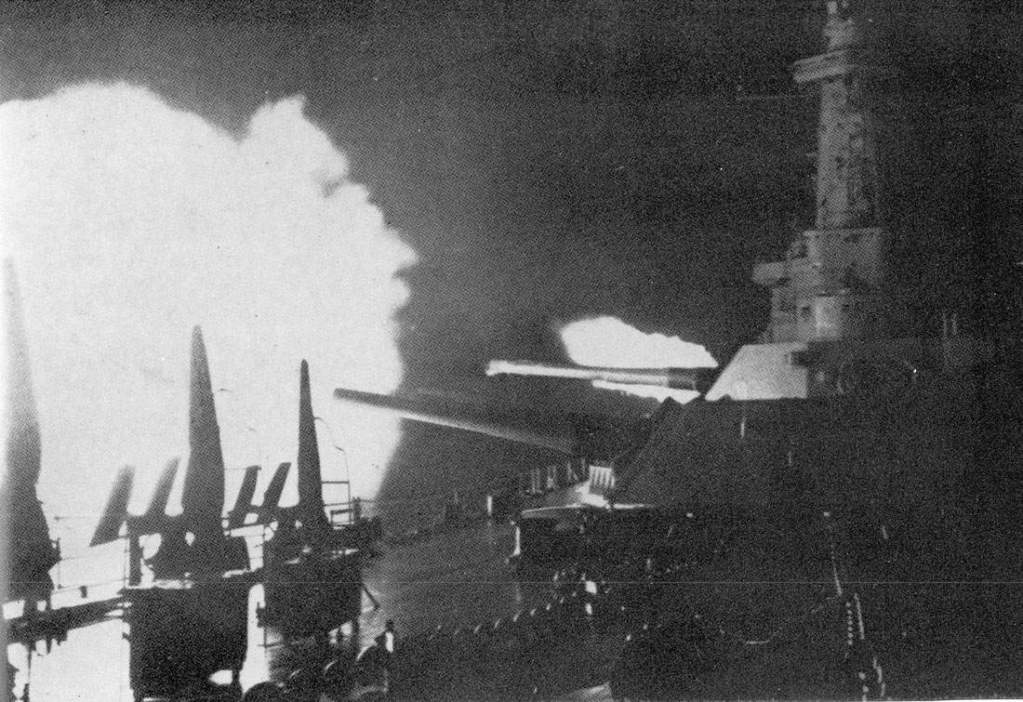
美軍戰艦華盛頓號向日軍戰艦“霧島號”開火

哈爾西為了攔截近藤的部隊，雖然只有少量沒有受損的艦隻，仍然派出2艘戰艦，華盛頓號和南達科他號，並從“企業號”特混艦隊中分出4艘驅逐艦。美國艦隊由在“華盛頓號”上的威利斯·李指揮，在11月14日午夜前到達瓜達爾卡納爾島和薩沃島之間，比近藤的砲擊部隊早一步抵達。近藤的部隊包括“霧島號”加上2艘重巡洋艦、2艘輕巡洋艦和9艘驅逐艦。當雙方接觸後，近藤的部隊迅速擊沉3艘美軍驅逐艦和對第4艘造成嚴重破壞。日本軍艦之後發現“南達科他號”、向其開火射擊和造成破壞。當近藤的軍艦集中攻擊“南達科他號”時，“華盛頓號”在無人發覺的情況下靠近日軍艦隻及向“霧島號”開火，“霧島號”身中多彈，造成致命的損害。日軍朝拉塞爾群島追擊“華盛頓號”，但徒勞無功，近藤放棄炮轟亨德森機場，下令軍艦撤退。交戰中近藤還有1艘驅逐艦被擊沉。

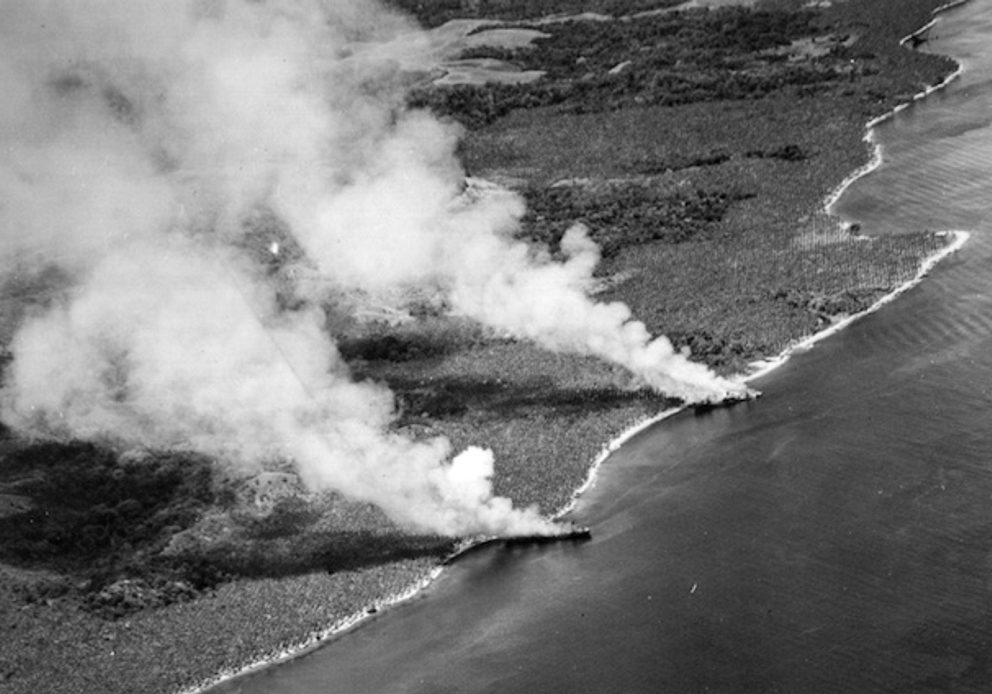
日軍運輸艦宏川丸與鬼怒川丸被擊沈

當近藤的艦隻撤退時，4艘日軍運輸艦於凌晨4時在瓜島的塔薩法隆加靠岸坐底，並迅速開始卸貨。早上5時55分，美軍飛機和大炮開始攻擊坐底的運輸艦，摧毀了這4艘運輸艦以及所運送的大部分物資。只有2,000至3,000名陸軍士兵上岸。日軍由於未能運輸大部分的部隊和物資，被迫取消於11月進攻亨德森機場的計劃。
11月26日，日本陸軍中將今村均出任在拉包爾成立的第8方面軍的司令，麾下包括百武的第17軍，和在新幾內亞的第18軍。今村首要的任務是奪回亨德森機場和瓜島。然而，盟軍在新幾內亞進攻布納，令今村改變了優先事項。由於今村認為盟軍企圖攻佔布納是對拉包爾更嚴重的威脅，他推遲增援瓜島，以集中主力應付在新幾內亞的局勢。

## 塔薩法隆加海戰
日軍繼續遇到是否能夠提供充足的補給，以維持其在瓜達爾卡納爾島上軍隊的問題。日軍在11月最後2個星期只用潛艇補給，未能對百武的部隊提供足夠的食物。日軍試圖在所羅門群島中部建立1個獨立的基地，以協助駁船艦隊駛向瓜達爾卡納爾島，也因為盟軍破壞性的空襲而沒有成功。11月26日，第17軍通知今村，它面臨著1個嚴峻的糧食危機。一些前線單位已經6天沒有獲得補給，甚至後方部隊只獲得三分之一的口糧。這種情況迫使日軍恢復使用驅逐艦提供必要的物資。

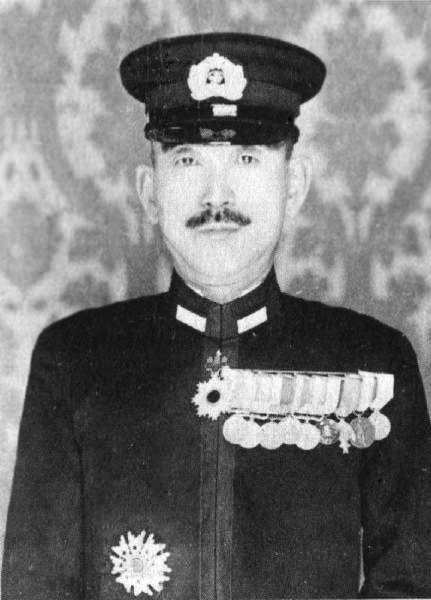
田中賴三

第8艦隊人員設計了一種方式，以降低用驅逐艦運送物資到瓜達爾卡納爾島的風險。日軍將大型石油或天然氣桶清空，用來裝載醫療用品和食物，留下足夠的空間提供浮力，並用繩子串在一起。當驅逐艦抵達瓜達爾卡納爾時他們會急轉彎放掉浮桶，岸上派人或船抓住繩子浮起的一端拉回海灘，士兵再運送物資。
由田中頼三指揮的第8艦隊瓜達爾卡納爾增援小組（東京快遞），在三川授權下，於11月30日晚上5次既定利用浮桶航行中的第1次駛往瓜達爾卡納爾塔薩法隆加的任務。田中的單位集中了8艘驅逐艦，其中6艘驅逐艦裝載200至240補給浮桶的任務。根據情報來源，日軍嘗試補給，哈爾西下令新成立的第67特混艦隊，包括4艘巡洋艦和4艘驅逐艦，在美國海軍少將卡爾頓·H·萊特的指揮下，在瓜達爾卡納爾島外攔截田中的艦隊。還有2艘驅逐艦從圣埃斯皮里图岛前往瓜達爾卡納爾島，在11月30日加入了萊特的艦隊。

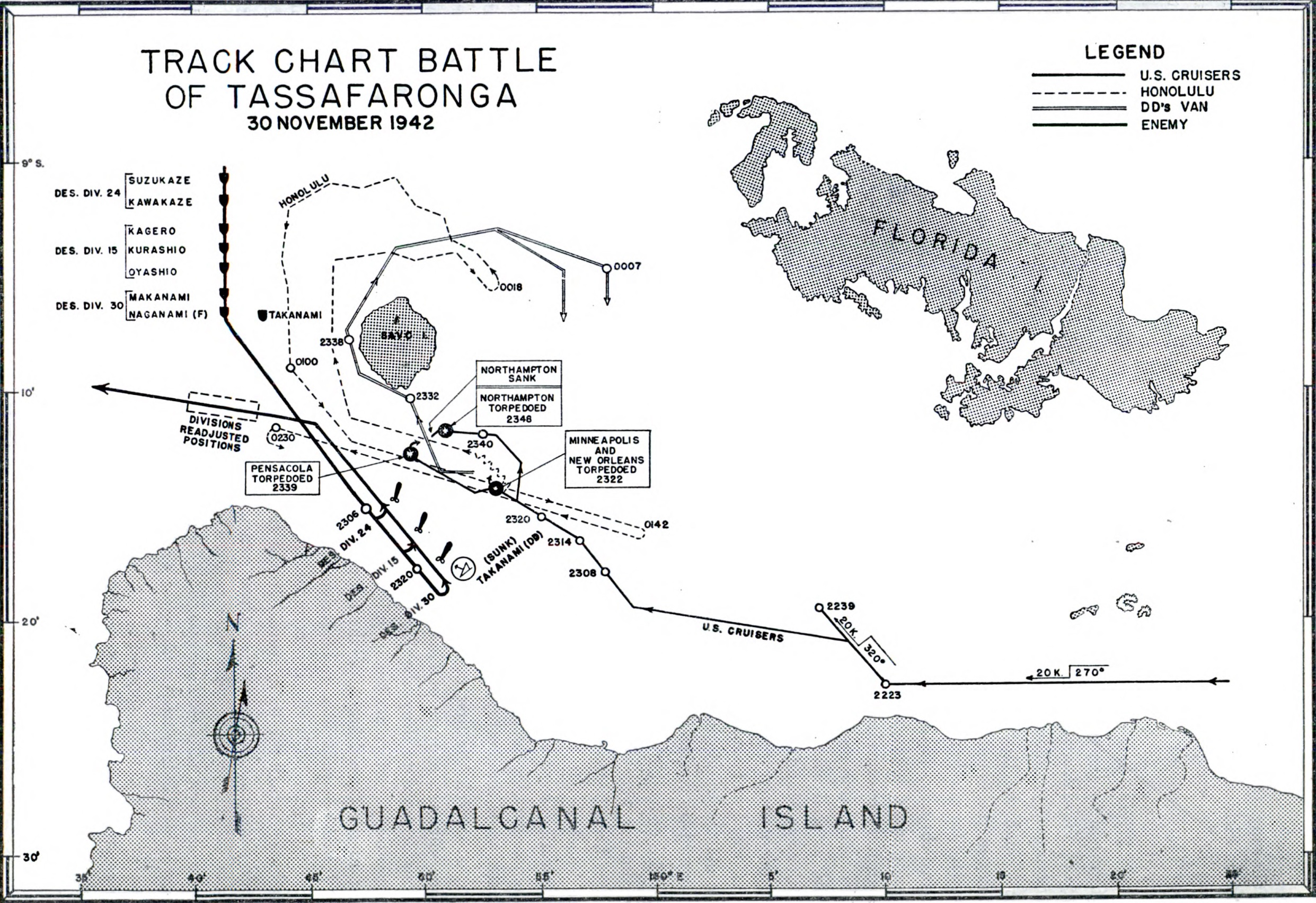
美軍航線

11月30日晚上10時40分，田中的艦隊到達瓜達爾卡納爾島，準備卸下補給桶。與此同時，萊特的軍艦通過鐵底灣從反方向接近。萊特的驅逐艦在雷達上發現田中的艦隊，驅逐艦指揮官請求允許進行魚雷攻擊。萊特過了4分鐘才給予許可，使驅逐艦錯過發射魚雷的最佳位置，從迎擊變成追擊，結果所有美軍魚雷都脫靶。然後萊特的巡洋艦開火，迅速擊沉日軍驅逐艦高波號。田中其餘的軍艦放棄補給任務，加快速度，轉舵，及向萊特的巡洋艦方向施放44枚魚雷。
日軍魚雷擊沉美軍巡洋艦北安普敦號和嚴重擊傷巡洋艦明尼阿波利斯號、新奧爾良號和彭薩科拉號。田中其餘的驅逐艦沒有受損，但未能達成向瓜達爾卡納爾島進行補給的任務。
到1942年12月7日，百武的部隊因營養不良、疾病和盟軍的地面或空中攻擊而每天損失約50人。田中艦隊在12月3日、12月7日和12月11日作進一步的補給嘗試亦未能緩解危機，而田中其中的1艘驅逐艦被美軍魚雷艇發射的魚雷擊沉。

## 日軍決定撤退
12月12日，日本海軍提出放棄瓜達爾卡納爾島。同時，大本營內一些陸軍參謀人員也認為進一步增兵奪回瓜達爾卡納爾島是不可能的。由大本營首席執行官真田穣一郎上校率領的1個代表團，於12月9日到達拉包爾，諮詢今村和他的參謀人員之意見。當代表團返回東京後，真田建議放棄瓜達爾卡納爾島。大本營的最高領導人於12月26日同意真田的建議，並下令其參謀人員開始起草撤出瓜達爾卡納爾島的計劃，在所羅門群島中部建立1條新的防線，以及優先轉移兵力支援在新幾內亞的軍事行動。
12月28日，杉山元將軍及永野修身上將親自通知日本天皇裕仁撤出瓜達爾卡納爾島的決定。12月31日，天皇正式批准該決定。日軍秘密開始準備撤離，名為Ke號作戰，預計在1943年1月底實施。

## 奧斯丁山、奔騰小馬山和海馬山戰役

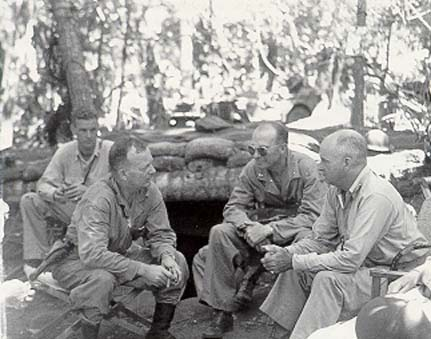
1942年12月9日，美軍少將亞歷山大·帕奇（中）接替范德格里夫特（右）。

到12月，疲倦的美國海軍陸戰隊第1師撤回休息，並在下月由第14軍接手在島上作戰。該軍由美國海軍陸戰隊第2師、美國陸軍第25步兵師和「亞美利加師」（全稱為American, New Caledonian Division，簡稱作Americal Division；該師是日後第23步兵師的前身）組成，美國陸軍少將亞歷山大·帕奇取代范德格里夫特成為瓜達爾卡納爾盟軍司令，至1月時總兵力已超過50,000人。
12月18日，盟軍（主要是美軍）部隊開始攻擊在奧斯丁山的日軍陣地。1個強大的日軍要塞陣地，稱為岐阜，阻礙這次進攻，美軍被迫在1月4日暫時停止進攻。
盟軍于1月10日恢復攻勢，再次進攻奧斯丁山以及附近2個名為海馬和奔騰小海馬的山脊。遇到一些困難後，盟軍在1月23日佔領的所有3個山嶺。同時，美國海軍陸戰隊沿島嶼北部海岸前進，獲得重大進展。美軍在行動中有大約250人喪生，而日軍有大約3,000人陣亡。

## “克號”撤退
1月14日東京快遞從拉包爾運送1個營到瓜島，作為“克號”撤退的後衛。同行的一位參謀向百武當面傳達撤退的命令，因此盟軍無法從破解密碼得知日軍準備撤退。同時，日本軍艦和飛機進入拉包爾周圍和布幹維爾地區，準備執行撤離行動。盟軍情報發現日軍的活動，但他們誤解為準備重奪亨德森機場和瓜島。

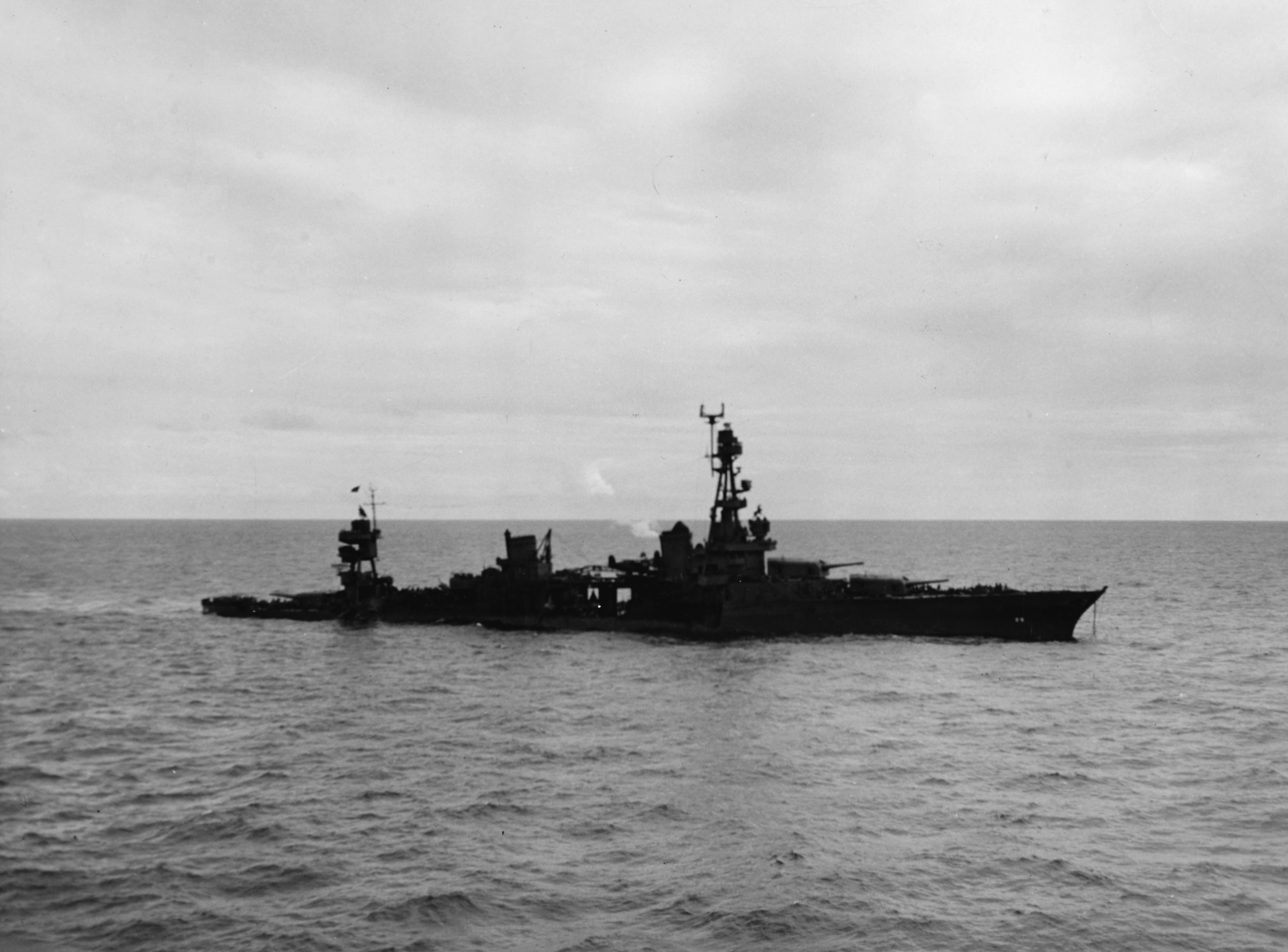
在倫內爾島海戰中芝加哥號巡洋艦於1月30日沉沒。

帕奇認為日軍的進攻迫在眉睫，因此他只派出小規模兵力繼續緩慢的進攻百武的部隊。1月29日，哈爾西受同樣的情報影響，派出1支補給艦隊在1支巡洋艦特混艦隊掩護下，前往瓜島。日本在發現巡洋艦特混艦隊後，海軍魚雷轟炸機在當天晚上攻擊了特混艦隊，重創美軍巡洋艦芝加哥號。第二天，在更多飛機的魚雷攻擊下“芝加哥號”被擊沉。哈爾西下令餘下的特混艦隊返回基地，並指示他其餘的海軍部隊進入採取在瓜達爾卡納爾以南的珊瑚海，準備迎擊日軍的進攻。
在此期間，日本第17軍撤退到瓜達爾卡納爾島西部海岸而後衛部隊預防美軍的進攻。在2月1日的夜晚，三川的第8艦隊的20艘驅逐艦在橋本信太郎指揮下成功從該島運走了4,935名士兵，主要來自第38師團。在有關的撤離行動中日軍和美軍雙方均在空中和海上襲擊中失去了1艘驅逐艦。
在2月4日晚上和7日，橋本信太郎和他的驅逐艦完成了從瓜達爾卡納爾島撤離其餘大部分日軍的任務。除了一些空襲外，盟軍仍然期待日軍1次大型的攻勢，並沒有試圖制止橋本的撤離行動。整體而言，日軍成功地從瓜達爾卡納爾島撤出了10,652人。2月9日，柏奇意識到，日軍已經撤退，並宣布盟軍佔領瓜達爾卡納爾島，結束了戰役。

## 總結

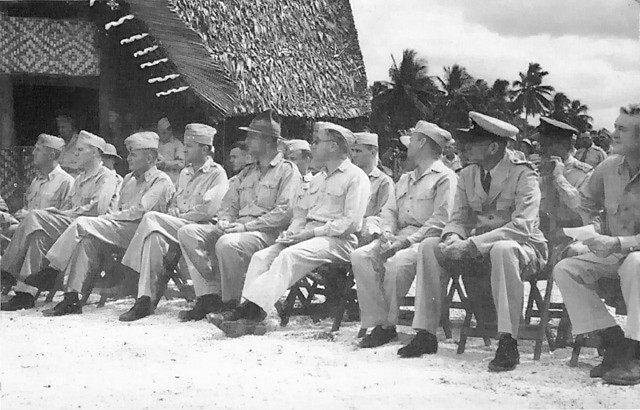
參加瓜達爾卡納爾島戰役的盟軍指揮官於1943年8月策劃作為馬車輪行動一部分的攻擊在所羅門日軍的另一次盟軍攻勢。

日軍撤出後，瓜達爾卡納爾島和圖拉吉島經開發為主要基地，支持盟軍在所羅門群群島鏈的進一步行動。除了亨德森機場，另外2條戰鬥機跑道分別建於隆加角和1個轟炸機機場建於科利角。廣泛的海軍港口及物流設施建立在瓜達爾卡納爾島、圖拉吉和佛羅里達島。圖拉吉附近錨地成為1個重要的前進基地以供盟軍軍艦和運輸船支援所羅門群島戰役。此外，主要地面部隊在所羅門群島前進前通過大型營地和兵營部署在瓜達爾卡納爾島。
經過瓜達爾卡納爾島戰役後日軍在太平洋顯然處於守勢。向瓜達爾卡納爾島不斷增援的壓力削弱了日軍在其他戰場的力量，促成了澳洲軍和美軍在新幾內亞的反攻，最終導致1943年初攻佔在布納和哥納的主要基地。盟軍已經贏得了戰略主動權，他們從來沒有放棄。這年6月，盟軍發動馬車輪行動，其中，在1943年8月作出修改，正式確立孤立拉包爾和切斷海上交通線的戰略。隨後，成功瓦解了拉包爾和在這裡的部隊分成道格拉斯·麥克阿瑟將軍麾下的西南太平洋戰區和由切斯特·尼米茲海軍上將指揮的中太平洋戰區，這2個方向的部隊成功地向日本推進。隨著戰爭發展，日軍在南太平洋地區其餘的防線隨後遭到摧毀或被盟軍繞過、直至最終目標。

## 意義

### 戰略上

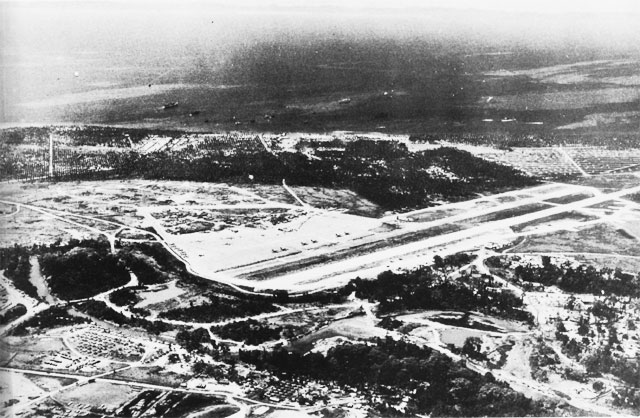
在1944年8月的亨德森機場。

雖然盟軍在中太平洋的中途島海戰中取得了第一次決定性的勝利，亦削弱了日本的戰略主動權和進攻能力，這本身在意義上如同薩拉米斯或對馬海峽一樣並沒有改變戰爭的方向。中途島戰役後，日本仍然是海軍強國，繼續入侵南太平洋。但瓜達爾卡納爾島戰役結束了日本的擴張企圖，令同盟國獲得明確的優勢。因此，可以說，這是盟軍一連串勝利的第一步，最終導致了日本投降和佔領日本本土。
在“歐洲優先”政策下，美國最初只能進行防禦，對付日本的擴張，以便集中資源擊敗德國。然而，金恩將軍為瓜達爾卡納爾入侵的爭請，以及它的成功實施，令富蘭克林·羅斯福總統相信，在太平洋戰區可以採取進攻。到1942年底，很明顯，日本已在瓜達爾卡納爾島戰役戰敗，嚴重打擊日本帝國的戰略防禦計劃和意外地輸給了美國人。
或許對盟軍來說，心理上的勝利如同軍事上的勝利同樣重要。在一個雙方對等的戰場環境下，盟軍擊敗了日本最好的地面、空中和軍艦部隊。瓜達爾卡納爾後，盟軍面對日本的軍事人員沒有原先的恐懼和敬畏。此外，盟軍對太平洋戰爭最終的結果，大大地樂觀起來。
幾位日本政治和軍事領導人，包括星野直樹、永野修身和河邊虎四郎，戰爭結束後不久即表示即瓜達爾卡納爾島是戰爭決定性的轉折點。河邊說：“至於轉折點[戰爭]，當積極行動停止，甚至變成被動時，我覺得，就是在瓜達爾卡納爾島。”

### 資源

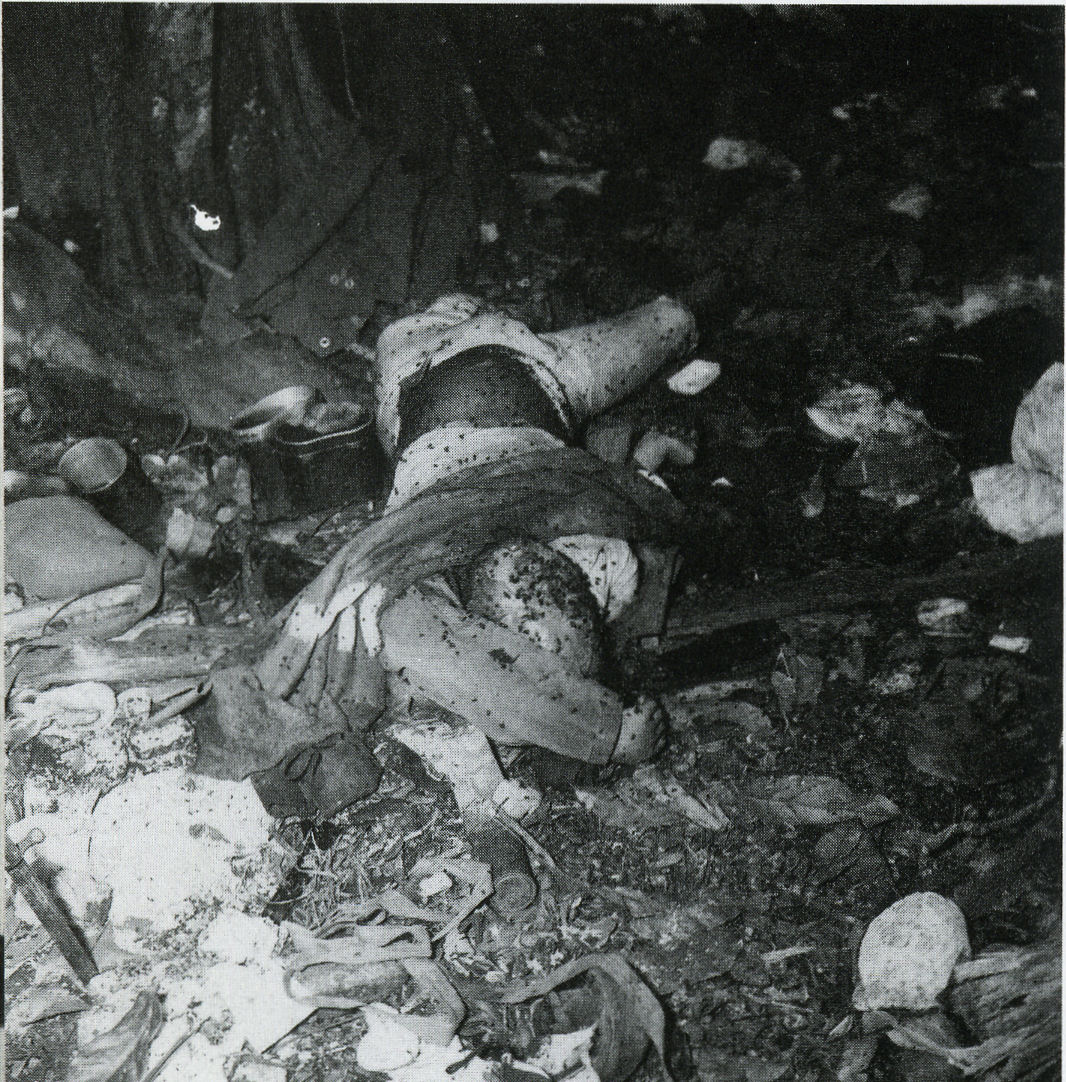
在1943年1月於瓜達爾卡納爾島上1名陣亡的日軍士兵。

在瓜達爾卡納爾戰役是在太平洋一場長時間的戰役，緊隨著相關和同時發生的所羅門群島戰役。這2場戰役，令參與戰鬥的國家之後勤能力變得緊張。對美國來說，這需要促使第1時間盡快發展有效的戰鬥航空運輸力量。不能取得制空權以迫使日軍依靠躉船、驅逐艦和潛艇增援，是非常不平衡的結果。早在戰役中，美軍受到缺乏資源的阻礙，因為他們的巡洋艦和航空母艦遭受重大損失，但補充造船計劃仍然需要幾個月的時間才能發揮作用。
美國海軍在戰役期間遭受如此高的人員損失，它拒絕公開發布總體傷亡數字多年。然而，由於戰役仍在繼續，而美國公眾越來越意識到在瓜達爾卡納爾的美軍之困境與因英雄主義而知覺，派遣更多的部隊前往該地區。這說明日本的軍工業無法與美國工業和人力相匹配。因此，當該戰役令日本正在失去不可替代的單位時，美國人正在迅速取代，甚至增強其部隊。
日本在瓜達爾卡納爾島戰役中於戰略上和物質損失和人力上付出了昂貴的代價。大約25,000名經驗豐富的地面部隊在戰役期間戰死。如此龐大的資源流失，直接導致日本未能實現其在新幾內亞戰役中的目標，同時日本也失去了所羅門群島南部的控制權和未能有力制止盟軍到澳洲的航運。日本的主要基地拉包爾，更加受到盟軍空中部隊的直接威脅。最重要的是，日本的地面部隊稀缺，空、海軍部隊已永遠在瓜達爾卡納爾的叢林和周邊海域消失。日本的飛機和船隻毀損，在這場戰役中沉沒以及訓練有素和經驗豐富的飛行隊員，尤其是海軍機組人員補充的速度完全比不上同盟國。

## 相关文艺作品

### 電視劇
- 太平洋 (電視劇)

### 音樂
- 頓悟（epiphany）-, 泰勒·斯威夫特

### 記述
- 瓜達爾卡納爾島的日記 (書本)
- 海軍的驕傲
- 细细的红线
- 英勇時刻
- 我在索羅門群島

### 动漫
- 次元舰队

### 遊戲
- 榮譽勳章：太平洋戰役
- 戰鬥位置：太平洋
- 海上戰爭(war on the sea)

## 註解
1. ↑  6艘貨輪包括3艘S型貨物船（日语：S型貨物船）崎戸丸（日语：崎戸丸）、佐渡丸[89]、笹子丸[90]，和南海丸[91]、九州丸[92]、吾妻山丸[93]
2. ↑  沉沒的3艘貨船是笹子丸[90]、九州丸[92]與吾妻山丸[93]

## 引用
1. ↑  齐默尔曼, p. 173–175 2.文献记载了原所罗门岛上居民参与该战役 （页面存档备份，存于） 。瓜达尔卡纳尔岛与所罗门群岛其余岛屿在第二次世界大战期间受英国委任统治，但北所罗门群岛包括布干维尔岛和布卡却是属于澳大利亚的巴布亚新几内亚托管地的一部分。
2. ↑  泽西, p. 356–358.在战役后期协助美军的是新西兰远征军的军官和士官领导的斐济突击队。
3. ↑  瓦瓦乌出版社, Matangi Tonga Online, 2006  （页面存档备份，存于） 描述有28名汤加士兵在瓜达尔卡纳尔岛参战，其中2人阵亡。
4. ↑  弗兰克, p. 57, 619–621; and 洛特曼, p. 64.大约20,000名美国海军陆战队及40,000名美国陆军士兵在战役的不同时期部署在瓜达尔卡纳尔岛。
5. ↑  洛特曼, p. 65. 31,400名日本帝国陆军和4,800名日本帝国海军部队士兵在战役期间部署到瓜达尔卡纳尔岛。新泽西声称，共有50,000名日军和海军部队派到瓜达尔卡纳尔岛，原海军守备队的1,000-2,000人大多数在1942年11月和12月乘坐东京快递军舰成功撤离（泽西, p. 348–350）。
6. ↑  弗兰克, p. 598–618; and 伦德斯特姆, p. 456. 有85名澳洲人是在萨沃岛海战丧生的。所罗门群岛居民死亡人数不明。其余大部分而不是全部死者是美国人。数字包括所有造成人员死亡的原因，包括战斗、疾病和意外事故。损失包括1,768人死亡（陆军）、4,911人死亡（海军）和420人死亡（飛行員）。4名美国飛行員在圣克鲁斯群岛战役被日军俘虏和囚禁。根据日本的纪录，其他由日军所俘虏而未囚禁的美国陆军、海军、飛行員人数及其死亡日期和原因不详（泽西, p. 346, 449）。根据寻获的日军文件表明，2名美国海军陆战队俘虏被捆绑在树上，并遭活体解剖，当时他们还活着，以为自己替外科军医当医疗示范对象（克莱门斯, p. 295）。船舶沉没既包括战舰和“大型”辅助舰艇。飞机损失包括因战斗和行动上的损失。
7. ↑  弗兰克, p. 598–618, 肖, p. 52, and 洛特曼, p. 65.数字包括所有造成人员死亡的原因，包括战斗、疾病和意外事故。损失包括24,600-25,600人死亡（陆军）、3,543人死亡（海军）和2,300人死亡（飛行員）。大约9,000人死于疾病。大部分俘虏分配至日本海军建设单位的朝鲜奴隶劳工。船只沉没，包括战舰和“大型”辅助舰艇。飞机损失包括因战斗和行动上的损失。
8. ↑  Keegan, John. . Glenfield, Auckland 10, New Zealand: Hutchinson. 1989.
9. ↑  D-Day to Victory: With the Men and Machines that Won the War, Osprey Publishing（April 17, 2012）,Section One Introduction
10. ↑  中日战争史：1931-1945,胡德坤,武汉大学出版社, 1988 - 380页, "在苏德战场,苏军取得了對斯大林格勒战役的胜利；在北非地中海战场,英軍取得了對阿拉曼战役的胜利；在太平洋战场,美国取得了瓜达尔卡纳尔岛战役的胜利。同盟国的这一连串胜利,结束了法西斯轴心国的战略攻势,开始了盟軍的战略反攻时期。"
11. ↑  Murray, p. 169–195.
12. ↑  Murray, p. 196.
13. ↑  洛克斯顿, p. 3.
14. ↑  亚历山大, p. 72, 弗兰克, p. 23–31, 129, 628; 史密斯, p. 5; 布拉德, p. 119, 伦德斯特姆, p. 39, 布拉德, p. 127.分配到瓜達爾卡納爾的日軍飛機是來自中太平洋基地的第26航空戰隊（布拉德）。
15. ↑  
Bowen, James. . America Fights Back. The Pacific War from Pearl Harbor to Guadalcanal. Pacific War Historical Society.   [2007-12-30]. （原始内容存档于2007-09-29）.
16. ↑  Morison, p. 12, Frank, p. 15–16, Miller, Cartwheel, p. 5.
17. ↑  Murray, p. 199–200; Jersey, p. 85; and Lundstrom, p. 5.
18. ↑  Loxton, p. 5; and Miller, p. 11.
19. ↑  Frank, p. 35–37, 53.
20. ↑  Bullard, p. 122.
21. ↑  Morison, p. 15; and McGee, p. 20–21.
22. ↑  Frank, p. 57, 619–621.
23. ↑  Ken Burns: The War, Epidsode 1
24. ↑  McGee, p. 21, Bullard, pp. 125–126.
25. ↑  美軍部隊在圖拉吉所俘獲的一名日本守軍黑瀨大輔（當地日本守軍3,000人中，4名最後生存下來的士兵之一）寫道：每天有4架日本巡邏飛機從佛羅里達島起飛成扇形展開，在佛羅里達島東北部、東部、東南部和南部飛行以偵察敵人的活動。他寫道：由於惡劣的天氣條件，盟軍入侵艦隊沒有被發現，如果盟軍入侵艦隊在8月7日的1或2天前曝光，盟軍艦隊及其飛行緩慢的運輸機，有可能最終會被消滅。Guadalcanal Echoes, Volume 21, No. 1 Winter 2009/2010 Edition, page 8, (Publication of the Guadalcanal Campaign Veterans, [American veterans group])
26. ↑  Frank, p. 60; Jersey, p. 95.登陸部隊編號為第62特遣艦隊，包括6艘重巡洋艦、2艘輕巡洋艦、15艘驅逐艦、13艘運輸艦、6艘貨船、4艘運輸驅逐艦和5艘掃雷艦。
27. ↑  Hammel, p. 46–47; and Lundstrom, p. 38.
28. ↑  Frank, p. 51.
29. ↑  Frank, p. 50. 島上的日本帝國海軍人員由日本和韓國的建築專家以及訓練有素的作戰部隊構成。
30. ↑  Shaw, p. 8–9; and McGee, p. 32–34.
31. ↑  Frank, p. 79.日軍大約有80人逃到鄰近的佛羅里達島上，而他們在此後2個月內被盟軍發現並消滅。
32. ↑  Jersey, p. 113–115, 190, 350; Morison, p. 15; and Frank, p. 61–62 & 81.
33. ↑  Loxton, p. 90–103.
34. ↑  Frank, p. 80.
35. ↑  Hammel, p. 99; and Loxton, p. 104–5. Loxton, Frank（p. 94）,and Morison（p. 28）3.爭論弗萊徹的燃料短缺情況並不嚴重，但弗萊徹暗示它是因為另外的理由才把艦隊撤離戰區。
36. ↑  Hammel, p. 100.
37. ↑  Morison, p. 31.
38. ↑  Morison, p. 19–59.
39. ↑  Smith, p. 14–15.當時有10,819名海軍陸戰隊員在瓜達爾卡納爾島（Frank, p. 125–127）。
40. ↑  Smith, p. 16–17.
41. ↑  Shaw, p. 13.
42. ↑  Smith, p. 20, 35–36.
43. ↑  Zimmerman, p. 58–60; Smith, p. 35; and Jersey, p. 196–199.戈奇是首位陣亡官兵。只有3人得以回到隆加角周邊。日軍在小衝突中有7人戰死。事件更多詳細資料在：克拉克、傑克、“戈奇巡邏”、“太平洋沉船數據庫” （页面存档备份，存于） 及Broderson, Ben, "Franklin native recalls key WWII battle" 的存檔，存档日期2015-04-14..
44. ↑  Frank, p. 132–133; Jersey, p. 203; and Smith, p. 36–42.牽涉此戰的是500名來自第11和第13建設單位第84警衛隊，以及最近抵達的第一救濟營。這次接觸之後，日本海軍人員深入到島嶼內陸山區。
45. ↑  Shaw, p. 18.
46. ↑  Frank, p. 147.
47. ↑  Smith, p. 88; Evans, p. 158; and Frank, p. 141–143.一木支隊是以指揮官的名字來命名，屬於來自北海道的第7師團的一部分。青葉聯隊來自第2師團，它的名字來自在仙台的青葉城，因為團中大多數士兵來自宮城縣（Rottman, Japanese Army, p. 52）。一木支隊曾計劃參與入侵和佔領中途島，但入侵行動因日本在中途島戰役中戰敗而取消，於是撤回日本。雖然有些紀錄說明一木的聯隊是在特魯克，而在埃文斯的書中，田中賴三說在中途島戰役之後他安排一木支隊駐紮在關島。一木支隊後來乘船運送到其他地方，但在盟軍登陸瓜達爾卡納爾島後改道到特魯克。
48. ↑  Robert Leckie.  Illustrated Edition. Verdun Press. 2015-11-06: 105  [2018-10-24]. ISBN 978-1-78625-203-6. （原始内容存档于2021-03-22）.
49. ↑  Frank, p. 156–158 & 681; and Smith, p. 43.
50. ↑  Smith, p. 33–34.
51. ↑  Zimmerman, p. 70; and Frank, p. 159.
52. ↑  Hammel, p. 124–125, 157.
53. ↑  Hara, p. 118–119; and Hough, p. 293.數目不詳，但大批第5橫須賀海軍特別陸戰隊因他們的運輸船沉沒而陣亡。
54. ↑  Zimmerman, p. 74.
55. ↑  Hough, p. 297.
56. ↑  Frank, p. 194–213; and Lundstrom, p. 45.相較於從拉包爾到隆加的560英里（900）航程，從在英格蘭東部盟軍空軍基地到柏林的航程只有大約460英里（740）航程。後來的美國海軍艦隊司令，威廉·海爾賽讚揚澳洲的海岸觀察員。
"The Coastwatchers saved Guadalcanal, and Guadalcanal saved the South Pacific." 參見: Behind Enemy Lines: An Amateur Radio Operator’s Amazing Tale of Bravery （页面存档备份，存于）
57. ↑  Morison, p. 15; and Hough, p. 298.
58. ↑  Smith, p. 103; and Hough, p. 298.
59. ↑  Zimmerman, p. 78–79.
60. ↑  Frank, Guadalcanal, p. 197.
61. ↑  Smith, p. 79, 91–92 & 94–95.
62. ↑  Griffith, p. 113; and Frank, pp. 198–199, 205, and 266.所謂使用“老鼠運輸”這個名字的，是因為日本船隻像老鼠一樣在夜間活動。來自第18師團的第35步兵旅團，共有3,880人和大部分集中在第124步兵聯隊及有數個支援單位（Alexander, p. 139）。
63. ↑  Morison, p. 113–114.
64. ↑  Frank, p. 201–203; Griffith, p. 116–124; and Smith, p. 87–112.
65. ↑  Frank, p. 218–219.
66. ↑  Frank, p. 219–220; and Smith, p. 113–115 & 243.櫟木第2梯隊的大部分士兵來自北海道旭川市。“庫瑪”是指生活在這一地區的棕熊。
67. ↑  Frank, p. 220; and Smith, p. 121.
68. ↑  Zimmerman, p. 80; and Griffith, p. 125.
69. ↑  Hough, p. 298–299; Frank, p. 221–222; Smith, p. 129; and Griffith, p. 129–130.
70. ↑  Griffith, p. 130–132; Frank, p. 221–222; and Smith, p. 130.
71. ↑  Frank, p. 223 & 225–226; Griffith, p. 132 & 134–135; and Smith, p. 130–131, 138.
72. ↑  Smith, p. 161–167.最終擊敗黑正的進攻是第11陸戰團及得到第1先鋒營的幫助（Smith, p. 167; and Frank, p. 235）。
73. ↑  Smith, p. 162–193; Frank, p. 237–246; and Griffith, p. 141–147.
74. ↑  Griffith, p. 144; and Smith, p. 184–194.
75. ↑  Smith, p. 197–198.
76. ↑  Evans, p. 179–180; Frank, p. 247–252; Griffith, p. 156; and Smith, p. 198–200.
77. ↑  Frank, p. 263.
78. ↑  Frank, p. 264–265.
79. ↑  Frank, p. 272.
80. ↑  Griffith, p. 152; Frank, p. 224, 251–254, & 266; Jersey, p. 248–249; and Smith, p. 132 & 158.
81. ↑  Smith, p. 204; and Frank, p. 270.
82. ↑  Smith, p. 204–215, Frank, p. 269–274, Zimmerman, p. 96–101.
83. ↑  Griffith, p. 169–176; Frank, p. 282–290; and Hough, p. 318–322.
84. ↑  Frank, p. 290–291. 15名海軍陸戰隊員和3名美國海軍士兵戰死時，1艘希金斯快艇把他們從圖拉吉載到奧拉灣，但該艇在瓜達爾卡納爾島被擊沉。1名叫“石本”的日軍在突襲中被殺，他是日本情報人員，戰爭前在所羅門群島地區工作過並於1942年9月3日在塔希姆波柯謀殺了2名天主教神父和2名修女。
85. ↑  Rottman, p. 61; Griffith, p. 152; Frank, p. 224, 251–254, 266–268, & 289–290; Dull, p. 225–226; and Smith, p. 132 & 158.
86. ↑  Frank, p. 293–297; Morison, p. 147–149; and Dull, p. 225.由於並非所有第64特混艦隊的艦隻可供使用，斯科特的編為第64特混艦隊第2大隊。美軍驅逐艦來自第12中隊，由羅伯特·托賓艦長指揮。
87. ↑  Frank, p. 295–296; Hackett, HIJMS Aoba: Tabular Record of Movement; Morison, p. 149–151; D'Albas, p. 183; and Dull, p. 226.
88. ↑  Frank, p. 299–324; Morison, p. 154–171; and Dull, p. 226–230.
89. ↑  . 大日本帝國海軍特設艦船DATA BASE （日语）.
90. 1 2  . 大日本帝國海軍特設艦船DATA BASE （日语）.
91. ↑  . 大日本帝國海軍特設艦船DATA BASE （日语）.
92. 1 2  . 大日本帝國海軍特設艦船DATA BASE （日语）.
93. 1 2  . 大日本帝國海軍特設艦船DATA BASE （日语）.
94. ↑  Frank, p. 313–315.第16和第230步兵團分別隸屬於第2和第38師團。
95. ↑  Evans, p. 181–182; Frank, p. 315–320; Morison, p. 171–175. 田中賴三指揮的驅逐艦第2中隊是掩護戰艦的其中1支艦隊。
96. ↑  Frank, p. 319–321.
97. ↑  Frank, p. 321–326; Hough, p. 327–328.
98. ↑  Samuel J. Cox. . H-Gram. No. 11 (美國海軍部歷史與遺產司令部). October 2017.
99. ↑  . 美國海軍軍艦辭典. 美國海軍部歷史與遺產司令部.
100. ↑  . 美國海軍軍艦辭典. 美國海軍部歷史與遺產司令部.
101. ↑  Shaw, p. 34; and Rottman, p. 63.
102. ↑  Rottman, p. 61; Frank, p. 289–340; Hough, p. 322–330; Griffith, p. 186–187; Dull, p. 226–230; Morison, p. 149–171.在此期間到達瓜達爾卡納爾島的日軍，包括整個第2（仙台）師團、第38師團的2個營、和各種火炮、坦克、工程師，以及其他支援單位。川口的部隊還包括第124步兵團第3營的殘餘，其中一部分是1埃德森嶺戰役由川口指揮的第35步兵旅。
103. ↑  Miller, p. 155; Frank, p. 339–341; Hough, p. 330; Rottman, p. 62; Griffith, p. 187–188.百武派出共參謀部其中1名成員，辻政信大佐監察第2師團沿道路的進攻並向他報告攻擊是否可以如期在10月22日開始。一些歷史學家已視辻政信為巴丹死亡行軍背後最有可能的罪魁禍首。
104. ↑  Griffith, p. 193; Frank, p. 346–348; Rottman, p. 62.
105. ↑  Hough, p. 332–333; Frank, p. 349–350; Rottman, p. 62–63; Griffith, p. 195–196; Miller, p. 157–158.海軍陸戰隊在行動中共有2名成員陣亡。但根據弗蘭克的“毫無嚴重疑問”一書中表示，沒有記錄顯示日軍步兵的損失。格里菲斯說，600名日本士兵戰死。第1獨立坦克連的44人中只有17人在第1次戰役中倖免於難。
106. ↑  Frank, p. 361–362.
107. ↑  Hough, p. 336; Frank, p. 353–362; Griffith, p. 197–204; Miller, p. 147–151, 160–162; Lundstrom, p. 343–352.第164團成為第1支參戰的部隊和後來獲得了美國總統部隊嘉許獎的表揚。
108. ↑  Frank, 363–406, 418, 424, and 553; Zimmerman, p. 122–123; Griffith, p. 204; Hough, p. 337; Rottman, p. 63.俄亥俄州的諾曼·格雷貝爾軍士、德克薩斯州的唐里·諾德列兵、俄勒岡州的傑克·坂東列兵、紐約州的斯坦·拉爾夫列兵和紐約州的邁克爾·蘭德爾下士因在戰鬥行動表現出色而獲頒發銀星勳章。
109. ↑  Morison, p. 199–207; Frank, p. 368–378; Dull, p. 235–237.
110. ↑  Dull, p. 237–244; Frank, p. 379–403; Morison, p. 207–224.
111. ↑  Hough, p. 343; Hammel, p. 135; Griffith, p. 214–15; Frank, p. 411; Anderson; Shaw, p. 40–41; Zimmerman, p. 130–31.
112. ↑  Shaw, p. 40–41; Griffith, p. 215–218; Hough, p. 344–345; Zimmerman, p. 131–133; Frank, p. 412–420; Hammel, p. 138–139.
113. ↑  Zimmerman, p. 133–138; Griffith, p. 217–219; Hough, p. 347–348; Frank, p. 414–418; Miller, p. 195–197; Hammel, p. 141; Shaw, p. 41–42; Jersey, p. 297.新澤西表示，登陸的部隊包括是進野信乃第1步兵中尉指揮的第230步兵營第2連加上第28山炮兵團第6營的2門火炮。
114. ↑  Zimmerman, p. 133–141; Griffith, p. 217–223; Hough, p. 347–350; Frank, p. 414–423; Miller, p. 195–200; Hammel, p. 141–144; Shaw, p. 41–42; Jersey, p. 297–305.
115. ↑  Peatross, p. 132–133; Frank, p. 420–421; Hoffman.第2陸戰突擊隊營派赴奧拉灣的2個連分別是C連和E連，奧拉灣的建設單位後來派往科利角並在1942年12月3日開始成功地建立了1座輔助機場。 (Miller, p. 174.)
116. ↑  Hough, p. 348–350; Shaw, p. 42–43; Frank, p. 420–424; Griffith, p. 246; Miller, p. 197–200; Zimmerman, p. 136–145, Jersey, p. 361.
117. ↑  Frank, p. 420–421, 424–25, 493–497; Anderson; Hough, p. 350–58; Zimmerman, p. 150–52.
118. ↑  Hammel, p. 41–46.
119. ↑  Hammel, p. 93.
120. ↑  Hammel, p. 37.
121. ↑  Hammel, p. 38–39; Frank, p. 429–430.美軍增援部隊共計有5,500人，其中包括海軍陸戰隊第1航空工兵營、地面和空中單位的替補、第4海軍陸戰隊替補營、美軍第182步兵團的2個營、彈藥和物資。
122. ↑  Frank, p. 432; Hammel, p. 50–90.
123. ↑  Hara, p. 137.
124. ↑  Hammel, p. 92.
125. ↑  Hammel, p. 99–107.
126. ↑  New moon Nov 8, 1942 15:19 hours: National Aeronautics and Space Administration, Phases of the Moon: 1901 to 2000 （页面存档备份，存于）
127. ↑  Frank, p. 428–461; Hammel, p. 103–401; Hara, p. 137–156.
128. ↑  Frank, p. 465–474; Hammel, p. 298–345.
129. ↑  Hammel, p. 349–395; Frank, p. 469–486.
130. ↑  Frank, p. 484–488, 527; Hammel, p. 391–395.
131. ↑  Dull, p. 261, Frank, p. 497–499. 12月24日，第8艦隊、第11航空艦隊、和所有其他在新幾內亞和所羅門群島的日本海軍部隊置於聯合統一指揮之下，以東南地區艦隊司令草鹿任一為指揮官。
132. ↑  Evans, p. 197–198, Crenshaw, p. 136, Frank, p. 499–502.
133. ↑  Hara, p. 160–161, Roscoe, p. 206, Dull, p. 262, Evans, p. 197–198, Crenshaw, p. 137, Toland, p. 419, Frank, p. 502, Morison, p. 295.
134. ↑  Dull, p. 262–263, Evans, p. 198–199, Crenshaw, p. 137, Morison, p. 297, Frank, p. 502–504.
135. ↑  Brown, p. 124–125, USSBS, p. 139, Roscoe, p. 206, Dull,p. 262, Crenshaw, p. 26–33, Kilpatrick, p. 139–142, Morison, p. 294–296, Frank, p. 504.
136. ↑  Hara, p. 161–164, Dull, p. 265, Evans, p. 199–202, Crenshaw, p. 34, 63, 139–151, Morison, p. 297–305, Frank, p. 507–510.
137. ↑  Dull, p. 265, Crenshaw, p. 56–66, Morison, p. 303–312, Frank, p. 510–515.
138. ↑  Frank, Guadalcanal, p. 527.
139. ↑  Dull, p. 266–267; Evans, p. 203–205; Morison, p. 318–319; Frank, p. 518–521.
140. ↑  Jersey, p. 384, Frank, p. 536–538, Griffith, p. 268, Hayashi, p. 62–64, Toland, p. 426.
141. ↑  Hayashi, p. 62–64, Griffith, p. 268, Frank, p. 534–539, Toland, p. 424–426, Dull, p. 261, Morison, p. 318–321.在與杉山和永野的會議期間，皇帝詢問永野，“為什麼美國人可以只花了短短數天時間就能夠建立1個空軍基地而日軍則用了超過1個月左右？”（原先是日軍佔領瓜達爾卡納爾島，並開始興建機場）。長野道歉，並回答說，美軍使用機器，而日軍不得不依靠人力資源（Toland, p. 426.）。
142. ↑  Frank, p. 247–252, 293, 417–420, 430–431, 521–522, 529 Griffith, p. 156, 257–259, 270, Miller, p. 143, 173–177, 183, 189, 213–219, Jersey, p. 304–305, 345–346, 363, 365, Hough, p. 360–362, Shaw, p. 46–47, Zimmerman, p. 156–157, 164.亞美利加師所轄的步兵團是國民警衛隊單位：第164團來自北達科他州；第182團來自麻薩諸塞州；第132團來自伊利諾州；第147團以前是第37步兵師的一部分。在瓜達爾卡納爾島時，美國海軍陸戰隊第1師遭受650人死亡、31人失踪、1,278人受傷的代價，8,580人染上疾病，主要是瘧疾。在第2陸戰團與大部分美國海軍陸戰隊第1師抵達瓜達爾卡納爾島後，剩餘的單位仍重新加入其原本單位。美國海軍陸戰隊第2師、美國陸軍第25步兵師第35團、第27團及第161團分別在12月17日、1月1日及1月4日抵達瓜達爾卡納爾島。美國海軍陸戰隊第2師總部的單位、第6陸戰團以及數個海軍陸戰隊武器和支援單位也於1月4日及1月6日抵達。美國海軍陸戰隊第2師師長約翰·馬斯頓少將仍留在紐西蘭，因為他當時是帕奇的上司；阿爾代斯·卡爾准將則在瓜達爾卡納爾島指揮美國海軍陸戰隊第2師。在1943年1月6日於瓜達爾卡納爾和圖拉吉的海軍陸戰隊總人數為18,383人。
143. ↑  Frank, p. 529–534, Miller, p. 231–237, 244, 249–252, Jersey, p. 350–351, Anderson, Hough, p. 363–364, Griffith, p. 263–265.
144. ↑  Frank, p. 563–567, Miller, p. 290–305, Jersey, p. 367–371.
145. ↑  Miller, p. 338, Frank, p. 540–560, Morison, p. 333–339, Rottman, p. 64, Griffith, p. 269–279, Jersey, p. 384–388, Hayashi, p. 64.
146. ↑  Hough, p. 367–368, Frank, p. 568-576, Miller, p. 319–342, Morison, p. 342–350.他們的貨物卸載後，美軍運輸艦從該島撤出了第2陸戰團。第2陸戰團已經從戰役開始就一直在瓜達爾卡納爾島作戰。
147. ↑  Frank, p. 582–588, 757–758, Jersey, p. 376–378, Morison, p. 364–368, Miller, p. 343–345, Zimmerman, p. 162, Dull, p. 268.
148. ↑  Frank, p. 589–597, Jersey, p. 378–383, 383, 400–401, Miller p. 342–348.
149. ↑  U.S. Navy, Building the Navy's Bases in World War II, p. 246–256.
150. ↑  Hough, p. 374, Zimmerman, p. 166.
151. ↑  Willmott, Barrier and the Javelin, pp.522–523; Parshall and Tully, Shattered Sword, pp.416–430.
152. 1 2  Hough, p. 372, Miller, p. 350, Zimmerman, p. 166.
153. ↑  Willmott, H. P; Robin Cross; Charles Messenger. . Dennis Cowe  (编). . London: Dorling Kindersley. 2006: g. 208 [2004]. ISBN 1405312629.;Miller, p. 350, Shaw, p. 52, Alexander, p. 81.
154. ↑  Murray, p. 215.
155. ↑  Zimmerman, p. 167.
156. 1 2  Murray, p. 215, Hough, p. 372.

### 書籍
- Alexander, Joseph H. . Naval Institute Press. 2000. ISBN 1-55750-020-7.
- Bergerud, Eric M. . Penguin. 1997. ISBN 0-14-024696-7.
- Clemens, Martin.  reissue. Bluejacket Books. 2004. ISBN 1-59114-124-9.
- Crenshaw, Russell Sydnor. . Naval Institute Press. 1998. ISBN 1-55750-136-X.
- Dull, Paul S. . Naval Institute Press. 1978. ISBN 0-87021-097-1.
- Evans, David C. .  2nd. Annapolis, Maryland: Naval Institute Press. 1986. ISBN 0-87021-316-4.
- Frank, Richard. . New York: Random House. 1990. ISBN 0-394-58875-4.
- Gilbert, Oscar E. . Combined Publishing. 2001. ISBN 1-58097-050-8.
- Griffith, Samuel B. . Champaign, Illinois, USA: University of Illinois Press. 1963. ISBN 0-252-06891-2.
- Hadden, Robert Lee. 2007. "The Geology of Guadalcanal: a Selected Bibliography of the Geology, Natural History, and the History of Guadalcanal." （页面存档备份，存于） Alexandria, VA: Topographic Engineering Center. 360 pages. Lists sources of information regarding the bodies of the US Marines of the Lt Col. Frank B. Goettge Reconnaissance patrol that was ambushed in August 1942.
- Hammel, Eric. . St. Paul, MN, USA: Zenith Press. 1999. ISBN 0760320527.
- Hammel, Eric. . Pacifica Press. 1999. ISBN 0-935553-37-1.
- Hara, Tameichi. . New York & Toronto: Ballantine Books. 1961. ISBN 0-345-27894-1.
- Hayashi, Saburo. . Marine Corps. Association. 1959. ASIN B000ID3YRK.
- Jersey, Stanley Coleman. . College Station, Texas: Texas A&M University Press. 2008. ISBN 1-58544-616-5.
- Kilpatrick, C. W. . Exposition Press. 1987. ISBN 0-682-40333-4.
- Loxton, Bruce; Chris Coulthard-Clark. . Australia: Allen & Unwin Pty Ltd. 1997. ISBN 1-86448-286-9.
- Lundstrom, John B.  New. Naval Institute Press. 2005  [2010-07-18]. ISBN 1-59114-472-8. （原始内容存档于2011-07-29）.
- Manchester, William. . Boston: Little, Brown, and Company. 1979. ISBN 0-316-54501-5.
- McGee, William L. . BMC Publications. 2002. ISBN 0-9701678-7-3.
- Miller, Thomas G. . Admiral Nimitz Foundation. 1969. ISBN 0-934841-17-9.
- Morison, Samuel Eliot. . History of United States Naval Operations in World War II V. Boston: Little, Brown and Company. 1958. ISBN 0-316-58305-7.
- Murray, Williamson; Allan R. Millett. . United States of America: Belknap Press. 2001. ISBN 0-674-00680-1.
- Peatross, Oscar F. John P. McCarthy; John Clayborne , 编. . Review. 1995. ISBN 0965232506.
- Rottman, Gordon L. Dr. Duncan Anderson , 编. . Oxford and New York: Osprey. 2005. ISBN 1-84176-870-7.
- Smith, Michael T. . New York: Pocket. 2000. ISBN 0-7434-6321-8.
- Toland, John. . New York: The Modern Library. 2003 [1970]. ISBN 0-8129-6858-1.

### 網站
- Anderson, Charles R.  (brochure). U.S. Government Printing Office. 1993  [2006-07-09]. （原始内容存档于2012-05-26）.
- Bullard, Steven（translator）. . Senshi Sōshō（translated excerpts）. Canberra: Australian War Memorial. 2007  [2010-07-18]. ISBN 9780975190487. （原始内容存档于2009-04-09）.
- Lieutenant Colonel Frank O. Hough; Major Verle E. Ludwig; Henry I. Shaw. . History of U.S. Marine Corps Operations in World War II I. PCN 19000262400.
- Miller, John, Jr. . United States Army in World War II: The War in the Pacific. Office of the Chief of Military History, U.S. Department of the Army: 418. 1959  [2006-10-20]. （原始内容存档于2009-02-24）.
- Miller, John Jr. . United States Army in World War II. 1949  [2006-07-04]. （原始内容存档于2012-05-26）.
- Parshall, Jon; Bob Hackett; Sander Kingsepp; Allyn Nevitt. .   [2006-06-14]. （原始内容存档于2006-06-13）.
- Shaw, Henry I. . Marines in World War II Commemorative Series. 1992  [2006-07-25]. （原始内容存档于2006-06-14）.
- U.S. Navy. . Building the Navy's Bases in World War II: History of the Bureau of Yards and Docks and the Civil Engineer Corps, 1940-1946. U.S. Department of the Navy, Bureau of Yards and Docks.   [2006-12-08]. （原始内容存档于2012-02-19）.
- Zimmerman, John L. . Marines in World War II Historical Monograph. 1949  [2006-07-04]. （原始内容存档于2006-06-19）.

## 延伸阅读

### 書籍
- Braun, Saul M. . Putnam. 1969. ISBN 1591141141.
- Christ, James F. . Naval Institute Press. 2007. ASIN B0006C4F62.
- Coggins, Jack. . DoubleDay. 1972. ISBN 0385043546.
- Crawford, John. . New Zealand Defence Force. 1992. ISBN 0473015374.
- D'Albas, Andrieu. . Devin-Adair Pub. 1965. ISBN 0-8159-5302-X.
- Farrington, Arthur C. . Sunflower University Press. 1994. ISBN 0897451805.
- Feldt, Eric Augustus. . Victoria, Australia: Penguin Books. 1991 [1946]. ISBN 0140149260.
- Hersey, John.  Paperback. Bison Books. 2002. ISBN 0803273282.
- Hoyt, Edwin P. . Military Heritage Press. 1982. ISBN 0880291842.
- Hubler, Richard G.; Dechant, John A. . Garden City, New York: Doubleday, Doran & Co., Inc. 1944.
- Leckie, Robert.  reissue. ibooks, Inc. 2001. ISBN 1-59687-092-3.
- Leckie, Robert. . Da Capo Press. 1999. ISBN 0306809117.
- Lord, Walter.  Reissue. New York: Naval Institute Press. 2006 [1977]. ISBN 1-59114-466-3.
- Lundstrom, John B. . Annapolis, Maryland, USA: Naval Institute Press. 2006. ISBN 1-59114-475-2.
- Marion, Ore J.; Thomas Cuddihy; Edward Cuddihy. . Stackpole Books. 2004. ISBN 0811731499.
- Merillat, Herbert Christian. . University Alabama Press. 1982. ISBN 0817312900.
- Merillat, Herbert L. . Houghton Mifflin Company. 1944. ASIN B0007DORUE.
- Miller Jr., John. . United States Army in World War II reissue. Washington, D.C.: United States Army Center of Military History. 1995 [1949]  [2010-07-18]. CMH Pub 5-3. （原始内容存档于2007-12-25）.
- Mueller, Joseph. . Osprey. 1992. ISBN 1855322536.
- Parkin, Robert Sinclair. . Da Capo Press. 1995. ISBN 0-306-81069-7.
- Poor, Henry Varnum; Henry A. Mustin; Colin G. Jameson. . Naval Historical Center. 1994. ISBN 0-945274-21-1.
- Radike, Floyd W. . New York: Presidio Press. 2003. ISBN 0-89141-774-5.
- Richter, Don. . Toucan. 1992. ISBN 978-0-9611696-3-3.
- Rose, Lisle Abbott. . Bluejacket Books. 2002. ISBN 1-55750-008-8.
- Rottman, Gordon L. Dr. Duncan Anderson , 编. . Oxford: Osprey. 2004. ISBN 1-84176-518-X.
- Smith, George W. . Pocket. 2003. ISBN 0743470052.
- Stafford, Edward P.; Paul Stillwell（Introduction）.  reissue. Naval Institute Press. 2002. ISBN 1-55750-998-0.
- Tregaskis, Richard. . Random House. 1943. ISBN 0-679-64023-1.
- Twining, Merrill B. . Novato, CA, USA: Presidio Press. 1996. ISBN 0-89141-826-1.
- Walker, Charles H. . New York: Presidio Press. 2004. ISBN 0-345-46385-4.
- Werstein, Irving. . Crowell. 1963. ASIN B0007E0AQI.

### 網站
- Australian War Memorial.  (bibliography of Japanese-language sources). Australia-Japan Research Project.   [2008-11-06]. （原始内容存档于2011-07-24）.
- Burbeck, James. . Flash animated combat map series at The War Times Journal. 2008. （原始内容存档于2012-02-14）.
- Cagney, James. . HistoryAnimated.com.   [September 4, 2008]. （原始内容存档于2009-03-19）.
- Craven, Wesley Frank; James Lea Cate. . The Army Air Forces in World War II. U.S. Office of Air Force History.   [October 20, 2006]. （原始内容存档于2006-11-26）.
- Dillard, Nancy R.  (Academic report). Joint Military Operations Department, Naval War College. May 20, 1997  [August 4, 2009]. （原始内容存档 (PDF)于2012-12-01）.
- Dyer, George Carroll. . United States Government Printing Office.   [October 20, 2006]. （原始内容存档于2011-05-21）.
- Emberton, Keith D.  (Academic report). Joint Military Operations Department, Naval War College. May 1, 1996  [August 4, 2009]. （原始内容存档于2011-12-05）.
- Garrett, James R. . An Eyewitness Account of the Battle of Guadalcanal. （原始内容存档于2007-02-11）.
- Gillespie, Oliver A. . New Zealand Electronic Text Center. 1952  [July 11, 2006]. （原始内容存档于2012-03-10）.
- Hoffman, Jon T.  (brochure). World War II Commemorative Series. Marine Corps Historical Center. 1995  [2006-08-29]. （原始内容存档于2012-03-22）.
- Hoffman, Jon T. . Commemorative series. Marine Corps History and Museums Division: 1.   [December 26, 2006]. （原始内容存档于2009-05-31）.
- Mersky, Peter B. . Marines in World War II Commemorative Series. History and Museums Division, Headquarters, U.S. Marine Corps. 1993  [October 20, 2006]. （原始内容存档于2012-03-22）.
- Newell, Clayton R. . The U.S. Army Campaigns of World War II. U.S. Army Center of Military History. 2003  [2008-08-06]. （原始内容存档于2012-02-02）.
- U.S. Army Center of Military History. . Reports of General MacArthur.   [2006-12-08]. （原始内容存档于2012-03-22）. - Translation of the official record by the Japanese Demobilization Bureaux detailing the Imperial Japanese Army and Navy's participation in the Southwest Pacific area of the Pacific War.
- U.S. Army Air Forces. . Wings at War Reissue. Office of Assistant Chief of Air Staff, Intelligence. 1992  [2006-12-08]. （原始内容存档于2012-03-22）.

### 影音資料
- Adams, M. Clay（Director）.  (Video documentary). National Broadcasting Company（NBC）Film. 1952.—One episode from a 26-episode series about naval combat during World War II.
- Malick, Terrence.  (Feature-length film). 20th Century Fox Home Entertainment. 1998.—Film adaptation of James Jones' fictional, dramatic novel of the same title set on Guadalcanal.
- Marton, Andrew（Director）.  (Feature-length film). Allied Artists Pictures. 1964.—Film adaptation of James Jones' fictional, dramatic novel of the same title set on Guadalcanal.
- National WWII Museum. YouTube上的Guadalcanal Image Footage Montage
- Robert Montgomery（Director）.  (Feature-length film). United Artists. 1960.—Biopic about Admiral Halsey during the Guadalcanal campaign
- Ray, Nicholas.  (Feature-length film). RKO Radio Pictures. 1951.—Fictional drama about U.S. Marine pilots involved in the Battle of Guadalcanal.
- Seiler, Lewis（Director）.  (Feature-length film). 20th Century Fox Film Corporation. 1943.—Film adaptation of Tregaskis' book referenced in "Books" section above.
- Van Patten, Tim（Director）.  (TV Miniseries). HBO, Seven Network Australia, DreamWorks. 2010.—"Part One" and "Part Two" deal with the Guadalcanal campaign.
- Video including historical footage of the Battle for Guadalcanal （页面存档备份，存于）

9°25′S 160°0′E / 9.417°S 160.000°E